# Marquesado de La Bañeza
El marquesado de La Bañeza es un título nobiliario español creado el 31 de agosto de 1565 por el rey Felipe II de España a favor de Pedro de Zúñiga Avellaneda y Bazán, vizconde de Palacios de la Valduerna. El título ha sido utilizado desde el principio por los herederos de los condes de Miranda del Castañar.
Su nombre se refiere al municipio leonés de La Bañeza, antiguo señorío de la casa de Zúñiga.

## Marqueses de La Bañeza
|                                  | Titular                                                       | Periodo                          |
| Creación por Felipe II de España | Creación por Felipe II de España                              | Creación por Felipe II de España |
| -------------------------------- | ------------------------------------------------------------- | -------------------------------- |
| I                                | Pedro de Zúñiga Avellaneda y Bazán]]                          | 1565-1574                        |
| II                               | María de Zúñiga y Avellaneda                                  | 1574-¿?                          |
| III                              | Pedro de Zúñiga y Avellaneda                                  | ¿?-¿?                            |
| IV                               | Diego de Zúñiga Avellaneda y Bazán                            | ¿?-1626                          |
| V                                | Francisco de Zúñiga y Avellaneda                              | 1626-1632                        |
| VI                               | Diego de Zúñiga Avellaneda y Bazán                            | 1632-1666                        |
| VII                              | Fernando de Zúñiga Avellaneda y Bazán                         | 1666-1681                        |
| VIII                             | Ana de Zúñiga y Pignatelli                                    | 1681-¿?                          |
| IX                               | Isidro de Zúñiga Avellaneda y Bazán                           | ¿?-1691                          |
| X                                | Ana María de Zúñiga Avellaneda y Bazán                        | 1691-1700                        |
| XI                               | Joaquín López de Zúñiga y Chaves                              | 1700-1725                        |
| XII                              | Pedro Regalado de Zúñiga y Chaves                             | 1725-¿?                          |
| XIII                             | Antonio de Zúñiga y Chaves                                    | ¿?-1765                          |
| XIV                              | Pedro de Alcántara López de Zúñiga y Chaves                   | 1765-1790                        |
| XV                               | Bernardo Chaves-Chacón Zúñiga Avellaneda y Velasco            | 1790-¿?                          |
| XVI                              | María del Carmen Josefa López de Zúñiga Chaves y Velasco      | ¿?-1829                          |
| XVII                             | Eugenio Portocarrero y Palafox                                | 1829-1834                        |
| XVIII                            | Cipriano Portocarrero y Palafox                               | 1834-1839                        |
| XIX                              | María Francisca Portocarrero y Kirkpatrick                    | 1839-1860                        |
| XX                               | María de la Asunción Rosalía Fitz-James Stuart y Portocarrero | 1860-1927                        |
| XXI                              | José María Ángel Mesía y Fitz-James Stuart                    | 1928-1951                        |
| XXII                             | José Mesía de Lesseps                                         | 1953-1970                        |
| XXIII                            | Fernando Mesía y Figueroa                                     | 1970-2024                        |

## Historia de los marqueses de La Bañeza
- Pedro de Zúñiga Avellaneda y  Bazán (m. 5 de octubre de 1574), I marqués de La Bañeza,[2] V conde de Miranda del Castañar,[3] grande de España, V vizconde de Palacios de la Valduerna  y señor de la Casa de Bazán.[2] Era hijo de Francisco de Zúñiga y Avellaneda, IV conde de Miranda del Castañar, grande de España, y de su esposa, María de Bazán y Ulloa, IV vizcondesa de Palacios de la Valduerna.

Casó con Juana Pacheco de Cabrera, hija de Diego López Pacheco y Enríquez, III marqués de Villena y III duque de Escalona, grande de España, y de su esposa, Luisa de Cabrera y Bobadilla, III marquesa de Moya. Sucedió su hija:
- María de Zúñiga y Avellaneda (m. 16 de septiembre de 1630), II marquesa de Bañeza,[2] VI vizcondesa de los Palacios de Valduerna,[2] VI condesa de Miranda del Castañar,[3] grande de España y señora de la casa de Bazán.[2]

Casó con su tío, Juan de Zúñiga Avellaneda y Bazán, I duque de Peñaranda de Duero, grande de España. Sucedió su hijo:
- Pedro de Zúñiga y Avellaneda, III marqués de La Bañeza.[2] Falleció sin descendencia antes que sus padres.[2]

Casó con María de la Cueva y Cardona. Sucedió su hermano:
- Diego de Zúñiga Avellaneda y Bazán (m. 19 de octubre de 1626), IV marqués de La Bañeza,[5] II duque de Peñaranda de Duero, grande de España, comendador de Estepa y Socuéllamos en la Orden de Santiago y gentilhombre de cámara del rey Felipe III.[5]

Casó con Francisca de Sandoval y Rojas y de la Cerda. Sucedió su hijo:
- Francisco de Zúñiga y Avellaneda (1611-13 de enero de 1662), V marqués de La Bañeza,[2] VII vizconde de los Palacios de Valduerna,[2] VII conde de Miranda del Castañar,[3] III duque de Peñaranda de Duero,[6] caballero de la Orden de Santiago y gentilhombre de cámara del rey.[2]

Casó, el 6 de marzo de 1631, con Ana Enríquez de Acevedo, marquesa de Mirallo y III marquesa de Valdunquillo. Sucedió su hijo:
- Diego de Zúñiga Avellaneda y Bazán (m. 1 de julio de 1666), VI marqués de La Bañeza,[7] VIII vizconde de los Palacios de Valduerna,[7] VIII conde de Miranda del Castañar,[3] IV duque de Peñaranda de Duero,[6] dos veces grande de España, IV marqués de Valdunquillo y V marqués de Mirallo.[7]

Sin descendencia, sucedió su hermano:
- Fernando de Zúñiga Avellaneda y Bazán (Madrid, 19 de octubre de 1647-18 de julio de 1681), VII marqués de La Bañeza,[7] IX vizconde de los Palacios de Valduerna,[7] IX conde de Miranda del Castañar,[3] V duque de Peñaranda de Duero,[6] V marqués de Valdunquillo y VI marqués de Mirallo.[7]

Casó en primeras nupcias, el 8 de septiembre de 1666, con Estefanía Pignatelli de Aragón (m. 1667). Contrajo un segundo matrimonio alrededor de 1670 con Ana Ventura de Zúñiga y Dávila. Sucedió su hija del primer matrimonio:
- Ana de Zúñiga y Pignatelli, VIII marquesa de La Bañeza.[7]

Falleció sin descendencia antes que sus padres, sucedió su tío paterno:
- Isidro de Zúñiga Avellaneda y Bazán (1652-9 de mayo de 1691), IX marqués de La Bañeza,[7] X vizconde de los Palacios de la Valduerna,[7] X conde de Miranda del Castañar,[3] VI duque de Peñaranda de Duero,[6] tres veces grande de España, VI marqués de Valdunquillo y VII marqués de Mirallo.[7]

Casó en primeras nupcias con Ana de Zúñiga y Guzmán y, en segundas nupcias, el 29 de septiembre de 1685, con Catalina Colón de Portugal(m. 1700).
Sin descendencia, sucedió su hermana:
- Ana María de Zúñiga Avellaneda y Bazán (m. 6 de octubre de 1700), X marquesa de La Bañeza,[7] XI vizcondesa de los Palacios de la Valduerna, XI condesa de Miranda del Castañar,[3] VII duquesa de Peñaranda de Duero,[6] tres veces grande de España, VII marquesa de Valdunquillo y VIII marquesa de Mirallo.[7]

Casó, el 10 de octubre de 1669, en el Palacio Real de Madrid, con Juan de Chaves Chacón, V conde de Casarrubios del Monte, II conde de Santa Cruz de la Sierra, y II vizconde de la Calzada. Sucedió su hijo:
- Joaquín López de Zúñiga y Chaves (Madrid, 20 de julio de 1670-28 de diciembre de 1725), XI marqués de La Bañeza,[8] XII vizconde de los Palacios de la Valduerna, XII conde de Miranda del Castañar,[3] VIII duque de Peñaranda de Duero,[6] dos veces grande de España, VIII marqués de Valdunquillo, IX marqués de Mirallo, VI conde de Casarrubios del Monte, III conde de Santa Cruz de la Sierra y III vizconde de la Calzada.[8]

Casó en primeras nupcias, el 27 de enero de 1695, con Isabel Rosa de Ayala Zúñiga y Fonseca (m. 1717) y en segundas nupcias, alrededor de 1720, con Manuela Cardeña Aguilera. Sucedió su hijo del primer matrimonio:
- Pedro Regalado de Zúñiga y Chaves, XII marqués de La Bañeza[8] y IV vizconde de la Calzada.[8]

Falleció sin descendencia antes que su padre.  Sucedió su hermano:
- Antonio de Zúñiga y Chaves (Madrid, 20 de junio de 1698-Madrid, 28 de agosto de 1765), XIII marqués de La Bañeza,[8] XIII vizconde de los Palacios de Valduerna,[8] XIII conde de Miranda del Castañar,[3] IX duque de Peñaranda de Duero,[6] dos veces grande de España, IX marqués de Valdunquillo, X marqués de Mirallo, VII conde de Casarrubios del Monte, IV conde de Santa Cruz de la Sierra y V vizconde de la Calzada.[8]

Casó, el 10 de noviembre de 1726, con María Teresa Pacheco Téllez-Girón y Toledo (m. 1755). Sucedió su hijo:
- Pedro de Alcántara López de Zúñiga y Chaves (m. 27 de marzo de 1790), XIV marqués de La Bañeza,[10] XIV vizconde de los Palacios de la Valduerna, XIV conde de Miranda del Castañar,[11] X duque de Peñaranda de Duero,[6] dos veces grande de España, X marqués de Valdunquillo, XI marqués de Mirallo, VIII conde de Casarrubios del Monte y V conde de Santa Cruz de la Sierra.[10]

Casó, el 10 de marzo de 1763, con Ana Fernández de Velasco y Pacheco (m. 1788). Sucedió su hijo:
- Bernardo Chaves-Chacón Zúñiga Avellaneda y Velasco, XV marqués de La Bañeza.[10]

Falleció sin descendencia antes que su padre. Sucedió su hermana:
- María del Carmen Josefa López de Zúñiga Chaves y Velasco (m. 4 de noviembre de 1829), XVI marquesa de La Bañeza,[10] XV vizcondesa de los Palacios de la Valduerna,[10] XV condesa de Miranda del Castañar,[11] XI duquesa de Peñaranda de Duero,[6] dos veces grande de España,  XI marquesa de Valdunquillo, XII marquesa de Mirallo, IX condesa de Casarrubios del Monte, VI condesa de Santa Cruz de la Sierra, XV marquesa de Moya y I condesa de San Esteban de Gormaz.[10]

Caso en primeras nupcias con Pedro de Alcántara Álvarez de Toledo y Gonzaga y en segundas nupcias con José Martínez Yanguas. Sucedió su sobrino, nieto del XIII conde de Miranda del Castañar, hijo de María Francisca de Guzmán y Portocarrero —hija de María Josefa Chaves-Chacón y Pacheco, y de su esposo Cristóbal Pedro Portocarrero y Guzmán, VI marqués de Valderrabano—,y de su esposo, Felipe Antonio José de Palafox Centurión Croy D'Havre.
- Eugenio Portocarrero y Palafox (12 de febrero de 1773-18 de julio de 1834), XVII marqués de La Bañeza,[12] XVI vizconde de los Palacios de la Valduerna,[12] XVI conde de Miranda del Castañar,[11] XII duque de Peñaranda de Duero,[6] VII conde de Montijo,[13] tres veces grande de España, XII marqués de Valdunquillo, XIII marqués de Mirallo, X conde de Casarrubios del Monte, VII conde de Santa Cruz de la Sierra, XVI marqués de Moya, XXX conde de San Esteban de Gormaz, VIII marqués de Valderrábano, VI conde de Fuentidueña, XII marqués de la Algaba, VII marqués de Osera, VI marqués de Castañeda, X conde de Baños, XVII conde de Teba, XVI marqués de Ardales, VII conde de Ablitas y VIII vizconde de la Calzada.[12]

Casó en 1792 con María Ignacia Idiáquez y Carvajal. Sin descendencia, sucedió su hermano:

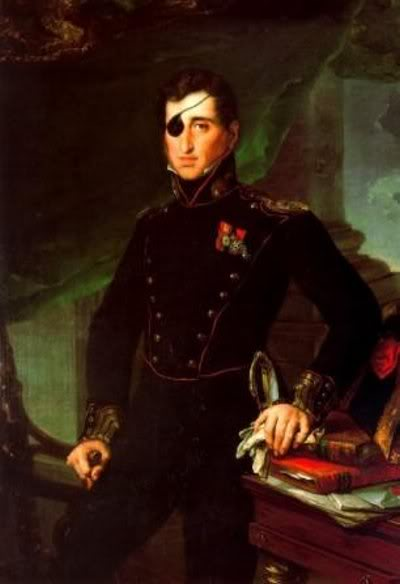
XVIII marqués de La Bañeza

- Cipriano Portocarrero y Palafox (m. 15 de marzo de 1839), XVIII marqués de La Bañeza,[14] XVII vizconde de los Palacios de la Valduerna, XVII conde de Miranda del Castañar, VIII conde de Montijo,[13] XIII duque de Peñaranda de Duero,[6]  VII marqués de Castañeda, XI conde de Baños,[13] cinco veces grande de España, XIII marqués de Valdunquillo, XIV marqués de Mirallo, XI conde de Casarrubios del Monte, VIII conde de Santa Cruz de la Sierra, IX vizconde de la Calzada, XVII marqués de Moya, XXI conde de San Esteban de Gormaz, IX marqués de Valderrábano, VII conde de Fuentidueña, XII marqués de la Algaba, VIII marqués de Osera, VIII conde de Ablitas, X marqués de Fuente el Sol XVIII conde de Teba, XVII marqués de Ardales, X conde de Mora, prócer del reino y senador por Badajoz.[14]

Contrajo matrimonio el 15 de diciembre de 1817 con María Manuela Kirkpatrick y Grevignée (m. 1879). Sucedió su hija:

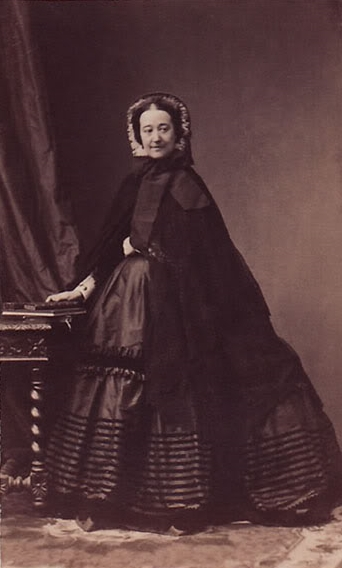
XIX Marquesa de La Bañeza

- María Francisca Portocarrero y Kirkpatrick, (m. 16 de septiembre de 1860), XIX marquesa de La Bañeza,[14] XVIII vizcondesa de los Palacios de la Valduerna,[14] XVIII condesa de Miranda del Castañar,[11] XIV duquesa de Peñaranda de Duero,[6] IX condesa de Montijo,[13] VIII marquesa de Castañeda, cuatro veces grande de España, XI condesa de Mora, XIV marquesa de Valdunquillo, XV marquesa de Mirallo, X marquesa de Valderrábano, XIII marquesa de la Algaba, XIII condesa de Casarrubio del Monte, XXII condesa de San Esteban de Gormaz, VIII condesa de Fuentidueña, X vizcondesa de la Calzada, XVI marquesa de Villanueva del Fresno y XVI marquesa de Barcarrota.[14]

Casó el 14 de febrero de 1844 con Jacobo Fitz-James Stuart y Ventimiglia, XV duque de Alba. Sucedió su hija:
- María de la Asunción Rosalía Fitz-James Stuart y Portocarrero (París, 17 de agosto de 1851-12 de septiembre de 1927), XX marquesa de La Bañeza,[15] XIX vizcondesa de los Palacios de Valduerna,[16][15] y I duquesa de Galisteo[17] grande de España.[15]

Casó el 20 de octubre de 1873, en Madrid, con José Ángel Mesía del Barco y Gayoso de los Cobos, IV duque de Tamames. Sucedió su hijo en 1928:
- José María Ángel Mesía y Fitz-James Stuart (m. 1951), XXI marqués de La Bañeza,[19] XX vizconde de los Palacios de Valduerna,[20] V duque de Tamames,[18] II duque de Galisteo,[17] dos veces grande de España, y XI marqués de Campollano.[20]

Casó, el 9 de enero de 1933, con Fernanda Verguez y Andousset. Sin descendencia, sucedió su sobrino, hijo de su hermano Fernando Guillermo Mesía y Fitz-James Stuart, XIII conde de Mora, y de su esposa, María Solange de Lesseps y Autard de Bragard.
- José Mesía de Lesseps (1917-13 de abril de 1970), XXII  marqués de La Bañeza,[21][20] XXI vizconde de los Palacios de la Valduerna,[20] III duque de Galisteo,[17] VI duque de Tamames,[18] XIV conde de Mora,[22] tres veces grande de España.

Casó en primeras nupcias el 12 de julio de 1940 con María Isabel de Figueroa y Pérez de Guzmán el Bueno. Contrajo un segundo matrimonio con Marta del Carril y Aldao (1921-2004). Sucedió su hijo en 1972:
- Fernando Mesía y Figueroa (m. 2024) XXIII marqués de La Bañeza.[23][24]

Casó con Rosalía Martín y Hernández. Padres de Fernando Mesía y Martín. Su sobrino, Juan José Mesía y Medina, ha solicitado la sucesión en el marquesado.

## Árbol genealógico
| \| Pedro de Zúñiga y Bazán I marqués de La Bañeza ( ¿? -1574) \| \| \| \| \| \| \| \| \| \| \| \| \| \| \| \| \| \| \| \| \| \| \| \| \| \| \| \| \| \| \| \| \| \| \| \| \| \| \| \| \| \| \| \| \| \| \| \| \| \| \| \| \| \| \| \| \| \| \| \| \| \| \| \| \| \| \| \| \| \| \| \| \| \| \| \| \| \| \| \| \| \| \| \| \| \| \| \| \| \| \| \| \| \| \| \| \| \| \| \| \| \| \| \| \| \| \| \| \| \| \| \| \| \| \| \| \| \| \| \| \| \| \| \| \| \| \| \| \| \| \| \| \| \| \| \| \| \| \| \| \| \| \| \| \| \| \| \| \| \| \| \| \| \| \| \| \| \| \| \| \| \| \| \| \| \| \| \| \| \| \| \| \| \| \| \| \| \| \| \| \| \| María de Zúñiga y Pacheco II marquesa de La Bañeza ( ¿? -1630) \| \| \| \| \| \| \| \| \| \| \| \| \| \| \| \| \| \| \| \| \| \| \| \| \| \| \| \| \| \| \| \| \| \| \| \| \| \| \| \| \| \| \| \| \| \| \| \| \| \| \| \| \| \| \| \| \| \| \| \| \| \| \| \| \| \| \| \| \| \| \| \| \| \| \| \| \| \| \| \| \| \| \| \| \| \| \| \| \| \| \| \| \| \| \| \| \| \| \| \| \| \| \| \| \| \| \| \| \| \| \| \| \| \| \| \| \| \| \| \| \| \| \| \| \| \| \| \| \| \| \| \| \| \| \| \| \| \| \| \| \| \| \| \| \| \| \| \| \| \| \| \| \| \| \| \| \| \| \| \| \| \| \| \| \| \| \| \| \| \| \| \| \| \| \| \| \| \| \| \| \| \| \| \| \| \| \| \| \| \| \| \| \| \| \| \| \| \| \| \| \| \| \| \| \| \| \| \| \| \| \| \| \| \| \| \| \| \| \| \| \| \| \| \| \| \| \| \| \| \| \| \| \| \| \| \| \| \| \| \| \| \| \| \| \| \| \| \| \| \| \| \| \| \| \| \| \| \| \| \| \| \| \| \| \| \| \| \| \| \| \| \| \| Pedro de Zúñiga y Pacheco III marqués de La Bañeza ( ¿? - ¿? ) \| Pedro de Zúñiga y Pacheco III marqués de La Bañeza ( ¿? - ¿? ) \| Pedro de Zúñiga y Pacheco III marqués de La Bañeza ( ¿? - ¿? ) \| Pedro de Zúñiga y Pacheco III marqués de La Bañeza ( ¿? - ¿? ) \| Pedro de Zúñiga y Pacheco III marqués de La Bañeza ( ¿? - ¿? ) \| Pedro de Zúñiga y Pacheco III marqués de La Bañeza ( ¿? - ¿? ) \| \| \| Diego de Zúñiga y Pacheco IV marqués de La Bañeza (1590-1626) \| Diego de Zúñiga y Pacheco IV marqués de La Bañeza (1590-1626) \| Diego de Zúñiga y Pacheco IV marqués de La Bañeza (1590-1626) \| Diego de Zúñiga y Pacheco IV marqués de La Bañeza (1590-1626) \| Diego de Zúñiga y Pacheco IV marqués de La Bañeza (1590-1626) \| Diego de Zúñiga y Pacheco IV marqués de La Bañeza (1590-1626) \| \| \| \| \| \| \| \| \| \| \| \| \| \| \| \| \| \| \| \| \| \| \| \| \| \| \| \| \| \| \| \| \| \| \| \| \| \| \| \| \| \| \| \| \| \| \| \| \| \| \| \| \| \| \| \| \| \| \| \| \| \| \| \| \| \| \| \| \| \| \| \| \| \| \| \| \| \| Pedro de Zúñiga y Pacheco III marqués de La Bañeza ( ¿? - ¿? ) \| Pedro de Zúñiga y Pacheco III marqués de La Bañeza ( ¿? - ¿? ) \| Pedro de Zúñiga y Pacheco III marqués de La Bañeza ( ¿? - ¿? ) \| Pedro de Zúñiga y Pacheco III marqués de La Bañeza ( ¿? - ¿? ) \| Pedro de Zúñiga y Pacheco III marqués de La Bañeza ( ¿? - ¿? ) \| Pedro de Zúñiga y Pacheco III marqués de La Bañeza ( ¿? - ¿? ) \| \| \| Diego de Zúñiga y Pacheco IV marqués de La Bañeza (1590-1626) \| Diego de Zúñiga y Pacheco IV marqués de La Bañeza (1590-1626) \| Diego de Zúñiga y Pacheco IV marqués de La Bañeza (1590-1626) \| Diego de Zúñiga y Pacheco IV marqués de La Bañeza (1590-1626) \| Diego de Zúñiga y Pacheco IV marqués de La Bañeza (1590-1626) \| Diego de Zúñiga y Pacheco IV marqués de La Bañeza (1590-1626) \| \| \| \| \| \| \| \| \| \| \| \| \| \| \| \| \| \| \| \| \| \| \| \| \| \| \| \| \| \| \| \| \| \| \| \| \| \| \| \| \| \| \| \| \| \| \| \| \| \| \| \| \| \| \| \| \| \| \| \| \| \| \| \| \| \| \| \| \| \| \| \| \| \| \| \| \| \| \| \| \| \| \| \| \| \| Francisco de Zúñiga y Sandoval V marqués de La Bañeza (1611-1662) \| \| \| \| \| \| \| \| \| \| \| \| \| \| \| \| \| \| \| \| \| \| \| \| \| \| \| \| \| \| \| \| \| \| \| \| \| \| \| \| \| \| \| \| \| \| \| \| \| \| \| \| \| \| \| \| \| \| \| \| \| \| \| \| \| \| \| \| \| \| \| \| \| \| \| \| \| \| \| \| \| \| \| \| \| \| \| \| \| \| \| \| \| \| \| \| \| \| \| \| \| \| \| \| \| \| \| \| \| \| \| \| \| \| \| \| \| \| \| \| \| \| \| \| \| \| \| \| \| \| \| \| \| \| \| \| \| \| \| \| \| \| \| \| \| \| \| \| \| \| \| \| \| \| \| \| \| \| \| \| \| \| \| \| \| \| \| \| \| \| \| \| \| \| \| \| \| \| \| \| \| \| \| \| \| \| \| \| \| \| \| \| \| \| \| \| \| \| \| \| \| \| \| \| \| \| \| \| \| \| \| \| \| \| \| \| \| \| \| \| \| \| \| \| \| \| \| \| \| \| \| \| \| \| \| \| \| \| \| \| \| \| \| \| \| \| \| \| \| \| \| \| \| \| \| \| \| \| \| \| \| \| \| \| \| \| \| \| \| \| \| \| \| Diego de Zúñiga y Enríquez de Acevedo VI marqués de La Bañeza ( ¿? -1666) \| Diego de Zúñiga y Enríquez de Acevedo VI marqués de La Bañeza ( ¿? -1666) \| Diego de Zúñiga y Enríquez de Acevedo VI marqués de La Bañeza ( ¿? -1666) \| Diego de Zúñiga y Enríquez de Acevedo VI marqués de La Bañeza ( ¿? -1666) \| Diego de Zúñiga y Enríquez de Acevedo VI marqués de La Bañeza ( ¿? -1666) \| Diego de Zúñiga y Enríquez de Acevedo VI marqués de La Bañeza ( ¿? -1666) \| \| \| Fernando de Zúñiga y Enríquez de Acevedo VII marqués de La Bañeza ( ¿? -1681) \| Fernando de Zúñiga y Enríquez de Acevedo VII marqués de La Bañeza ( ¿? -1681) \| Fernando de Zúñiga y Enríquez de Acevedo VII marqués de La Bañeza ( ¿? -1681) \| Fernando de Zúñiga y Enríquez de Acevedo VII marqués de La Bañeza ( ¿? -1681) \| Fernando de Zúñiga y Enríquez de Acevedo VII marqués de La Bañeza ( ¿? -1681) \| Fernando de Zúñiga y Enríquez de Acevedo VII marqués de La Bañeza ( ¿? -1681) \| \| \| Isidro de Zúñiga y Enríquez de Acevedo IX marqués de La Bañeza (1652-1691) \| Isidro de Zúñiga y Enríquez de Acevedo IX marqués de La Bañeza (1652-1691) \| Isidro de Zúñiga y Enríquez de Acevedo IX marqués de La Bañeza (1652-1691) \| Isidro de Zúñiga y Enríquez de Acevedo IX marqués de La Bañeza (1652-1691) \| Isidro de Zúñiga y Enríquez de Acevedo IX marqués de La Bañeza (1652-1691) \| Isidro de Zúñiga y Enríquez de Acevedo IX marqués de La Bañeza (1652-1691) \| \| \| Ana María de Zúñiga y Enríquez de Acevedo XI marquesa de La Bañeza (1642-1700) \| Ana María de Zúñiga y Enríquez de Acevedo XI marquesa de La Bañeza (1642-1700) \| Ana María de Zúñiga y Enríquez de Acevedo XI marquesa de La Bañeza (1642-1700) \| Ana María de Zúñiga y Enríquez de Acevedo XI marquesa de La Bañeza (1642-1700) \| Ana María de Zúñiga y Enríquez de Acevedo XI marquesa de La Bañeza (1642-1700) \| Ana María de Zúñiga y Enríquez de Acevedo XI marquesa de La Bañeza (1642-1700) \| \| \| \| \| \| \| \| \| \| \| \| \| \| \| \| \| \| \| \| \| \| \| \| \| \| \| \| \| \| \| \| \| \| \| \| \| \| \| \| \| \| \| \| \| \| \| \| \| \| \| \| \| \| \| \| \| \| \| \| \| \| Diego de Zúñiga y Enríquez de Acevedo VI marqués de La Bañeza ( ¿? -1666) \| Diego de Zúñiga y Enríquez de Acevedo VI marqués de La Bañeza ( ¿? -1666) \| Diego de Zúñiga y Enríquez de Acevedo VI marqués de La Bañeza ( ¿? -1666) \| Diego de Zúñiga y Enríquez de Acevedo VI marqués de La Bañeza ( ¿? -1666) \| Diego de Zúñiga y Enríquez de Acevedo VI marqués de La Bañeza ( ¿? -1666) \| Diego de Zúñiga y Enríquez de Acevedo VI marqués de La Bañeza ( ¿? -1666) \| \| \| Fernando de Zúñiga y Enríquez de Acevedo VII marqués de La Bañeza ( ¿? -1681) \| Fernando de Zúñiga y Enríquez de Acevedo VII marqués de La Bañeza ( ¿? -1681) \| Fernando de Zúñiga y Enríquez de Acevedo VII marqués de La Bañeza ( ¿? -1681) \| Fernando de Zúñiga y Enríquez de Acevedo VII marqués de La Bañeza ( ¿? -1681) \| Fernando de Zúñiga y Enríquez de Acevedo VII marqués de La Bañeza ( ¿? -1681) \| Fernando de Zúñiga y Enríquez de Acevedo VII marqués de La Bañeza ( ¿? -1681) \| \| \| Isidro de Zúñiga y Enríquez de Acevedo IX marqués de La Bañeza (1652-1691) \| Isidro de Zúñiga y Enríquez de Acevedo IX marqués de La Bañeza (1652-1691) \| Isidro de Zúñiga y Enríquez de Acevedo IX marqués de La Bañeza (1652-1691) \| Isidro de Zúñiga y Enríquez de Acevedo IX marqués de La Bañeza (1652-1691) \| Isidro de Zúñiga y Enríquez de Acevedo IX marqués de La Bañeza (1652-1691) \| Isidro de Zúñiga y Enríquez de Acevedo IX marqués de La Bañeza (1652-1691) \| \| \| Ana María de Zúñiga y Enríquez de Acevedo XI marquesa de La Bañeza (1642-1700) \| Ana María de Zúñiga y Enríquez de Acevedo XI marquesa de La Bañeza (1642-1700) \| Ana María de Zúñiga y Enríquez de Acevedo XI marquesa de La Bañeza (1642-1700) \| Ana María de Zúñiga y Enríquez de Acevedo XI marquesa de La Bañeza (1642-1700) \| Ana María de Zúñiga y Enríquez de Acevedo XI marquesa de La Bañeza (1642-1700) \| Ana María de Zúñiga y Enríquez de Acevedo XI marquesa de La Bañeza (1642-1700) \| \| \| \| \| \| \| \| \| \| \| \| \| \| \| \| \| \| \| \| \| \| \| \| \| \| \| \| \| \| \| \| \| \| \| \| \| \| \| \| \| \| \| \| \| \| \| \| \| \| \| \| \| \| \| \| \| \| \| \| \| \| \| \| \| \| \| \| \| \| Ana de Zúñiga y Pignatelli VIII marquesa de La Bañeza (1667- ¿? ) \| Ana de Zúñiga y Pignatelli VIII marquesa de La Bañeza (1667- ¿? ) \| Ana de Zúñiga y Pignatelli VIII marquesa de La Bañeza (1667- ¿? ) \| Ana de Zúñiga y Pignatelli VIII marquesa de La Bañeza (1667- ¿? ) \| Ana de Zúñiga y Pignatelli VIII marquesa de La Bañeza (1667- ¿? ) \| Ana de Zúñiga y Pignatelli VIII marquesa de La Bañeza (1667- ¿? ) \| \| \| Isidro de Zúñiga y Valdés X marqués de La Bañeza ( ¿? - ¿? ) \| Isidro de Zúñiga y Valdés X marqués de La Bañeza ( ¿? - ¿? ) \| Isidro de Zúñiga y Valdés X marqués de La Bañeza ( ¿? - ¿? ) \| Isidro de Zúñiga y Valdés X marqués de La Bañeza ( ¿? - ¿? ) \| Isidro de Zúñiga y Valdés X marqués de La Bañeza ( ¿? - ¿? ) \| Isidro de Zúñiga y Valdés X marqués de La Bañeza ( ¿? - ¿? ) \| \| \| Joaquín José de Chaves y Zúñiga XII marqués de La Bañeza (1670-1725) \| Joaquín José de Chaves y Zúñiga XII marqués de La Bañeza (1670-1725) \| Joaquín José de Chaves y Zúñiga XII marqués de La Bañeza (1670-1725) \| Joaquín José de Chaves y Zúñiga XII marqués de La Bañeza (1670-1725) \| Joaquín José de Chaves y Zúñiga XII marqués de La Bañeza (1670-1725) \| Joaquín José de Chaves y Zúñiga XII marqués de La Bañeza (1670-1725) \| \| \| \| \| \| \| \| \| \| \| \| \| \| \| \| \| \| \| \| \| \| \| \| \| \| \| \| \| \| \| \| \| \| \| \| \| \| \| \| \| \| \| \| \| \| \| \| \| \| \| \| \| \| \| \| \| \| \| \| \| \| \| \| \| \| \| \| \| \| Ana de Zúñiga y Pignatelli VIII marquesa de La Bañeza (1667- ¿? ) \| Ana de Zúñiga y Pignatelli VIII marquesa de La Bañeza (1667- ¿? ) \| Ana de Zúñiga y Pignatelli VIII marquesa de La Bañeza (1667- ¿? ) \| Ana de Zúñiga y Pignatelli VIII marquesa de La Bañeza (1667- ¿? ) \| Ana de Zúñiga y Pignatelli VIII marquesa de La Bañeza (1667- ¿? ) \| Ana de Zúñiga y Pignatelli VIII marquesa de La Bañeza (1667- ¿? ) \| \| \| Isidro de Zúñiga y Valdés X marqués de La Bañeza ( ¿? - ¿? ) \| Isidro de Zúñiga y Valdés X marqués de La Bañeza ( ¿? - ¿? ) \| Isidro de Zúñiga y Valdés X marqués de La Bañeza ( ¿? - ¿? ) \| Isidro de Zúñiga y Valdés X marqués de La Bañeza ( ¿? - ¿? ) \| Isidro de Zúñiga y Valdés X marqués de La Bañeza ( ¿? - ¿? ) \| Isidro de Zúñiga y Valdés X marqués de La Bañeza ( ¿? - ¿? ) \| \| \| Joaquín José de Chaves y Zúñiga XII marqués de La Bañeza (1670-1725) \| Joaquín José de Chaves y Zúñiga XII marqués de La Bañeza (1670-1725) \| Joaquín José de Chaves y Zúñiga XII marqués de La Bañeza (1670-1725) \| Joaquín José de Chaves y Zúñiga XII marqués de La Bañeza (1670-1725) \| Joaquín José de Chaves y Zúñiga XII marqués de La Bañeza (1670-1725) \| Joaquín José de Chaves y Zúñiga XII marqués de La Bañeza (1670-1725) \| \| \| \| \| \| \| \| \| \| \| \| \| \| \| \| \| \| \| \| \| \| \| \| \| \| \| \| \| \| \| \| \| \| \| \| \| \| \| \| \| \| \| \| \| \| \| \| \| \| \| \| \| \| \| \| \| \| \| \| \| \| \| \| \| \| \| \| \| \| \| \| \| \| \| \| \| \| \| \| \| \| \| \| \| \| \| \| \| \| \| \| \| \| \| \| \| \| \| \| \| \| \| \| \| \| \| \| \| \| \| \| \| \| \| \| \| \| \| \| \| \| \| \| \| \| \| \| \| \| \| \| \| \| \| \| \| \| \| \| \| \| \| \| \| \| \| \| \| \| \| \| \| \| \| \| \| \| \| \| \| \| \| \| \| \| \| \| \| \| \| \| \| \| \| \| \| Pedro Regalado de Zúñiga y Ayala XIII marqués de La Bañeza ( ¿? - ¿? ) \| Pedro Regalado de Zúñiga y Ayala XIII marqués de La Bañeza ( ¿? - ¿? ) \| Pedro Regalado de Zúñiga y Ayala XIII marqués de La Bañeza ( ¿? - ¿? ) \| Pedro Regalado de Zúñiga y Ayala XIII marqués de La Bañeza ( ¿? - ¿? ) \| Pedro Regalado de Zúñiga y Ayala XIII marqués de La Bañeza ( ¿? - ¿? ) \| Pedro Regalado de Zúñiga y Ayala XIII marqués de La Bañeza ( ¿? - ¿? ) \| \| \| Antonio de Zúñiga y Ayala XIV marqués de La Bañeza (1699-1625) \| Antonio de Zúñiga y Ayala XIV marqués de La Bañeza (1699-1625) \| Antonio de Zúñiga y Ayala XIV marqués de La Bañeza (1699-1625) \| Antonio de Zúñiga y Ayala XIV marqués de La Bañeza (1699-1625) \| Antonio de Zúñiga y Ayala XIV marqués de La Bañeza (1699-1625) \| Antonio de Zúñiga y Ayala XIV marqués de La Bañeza (1699-1625) \| \| \| \| \| \| \| \| \| \| \| \| \| \| \| \| \| \| \| \| \| \| \| \| \| \| \| \| \| \| \| \| \| \| \| \| \| \| \| \| \| \| \| \| \| \| \| \| \| \| \| \| \| \| \| \| \| \| \| \| \| \| \| \| \| \| \| \| \| \| \| \| \| \| \| \| \| \| Pedro Regalado de Zúñiga y Ayala XIII marqués de La Bañeza ( ¿? - ¿? ) \| Pedro Regalado de Zúñiga y Ayala XIII marqués de La Bañeza ( ¿? - ¿? ) \| Pedro Regalado de Zúñiga y Ayala XIII marqués de La Bañeza ( ¿? - ¿? ) \| Pedro Regalado de Zúñiga y Ayala XIII marqués de La Bañeza ( ¿? - ¿? ) \| Pedro Regalado de Zúñiga y Ayala XIII marqués de La Bañeza ( ¿? - ¿? ) \| Pedro Regalado de Zúñiga y Ayala XIII marqués de La Bañeza ( ¿? - ¿? ) \| \| \| Antonio de Zúñiga y Ayala XIV marqués de La Bañeza (1699-1625) \| Antonio de Zúñiga y Ayala XIV marqués de La Bañeza (1699-1625) \| Antonio de Zúñiga y Ayala XIV marqués de La Bañeza (1699-1625) \| Antonio de Zúñiga y Ayala XIV marqués de La Bañeza (1699-1625) \| Antonio de Zúñiga y Ayala XIV marqués de La Bañeza (1699-1625) \| Antonio de Zúñiga y Ayala XIV marqués de La Bañeza (1699-1625) \| \| \| \| \| \| \| \| \| \| \| \| \| \| \| \| \| \| \| \| \| \| \| \| \| \| \| \| \| \| \| \| \| \| \| \| \| \| \| \| \| \| \| \| \| \| \| \| \| \| \| \| \| \| \| \| \| \| \| \| \| \| \| \| \| \| \| \| \| \| \| \| \| \| \| \| \| \| \| \| \| \| \| \| \| \| \| \| \| \| \| \| \| \| \| \| \| \| \| \| \| \| \| \| \| \| \| \| \| \| \| \| \| \| \| \| \| \| \| \| \| \| \| \| \| \| \| \| \| \| \| \| \| \| \| \| \| \| \| \| \| \| \| \| \| \| \| \| \| \| \| \| \| \| \| \| \| \| \| \| \| \| \| \| \| \| \| \| \| \| \| \| \| \| \| \| \| Pedro de Alcántara de Zúñiga y Girón XV marqués de La Bañeza (1730-1790) \| Pedro de Alcántara de Zúñiga y Girón XV marqués de La Bañeza (1730-1790) \| Pedro de Alcántara de Zúñiga y Girón XV marqués de La Bañeza (1730-1790) \| Pedro de Alcántara de Zúñiga y Girón XV marqués de La Bañeza (1730-1790) \| Pedro de Alcántara de Zúñiga y Girón XV marqués de La Bañeza (1730-1790) \| Pedro de Alcántara de Zúñiga y Girón XV marqués de La Bañeza (1730-1790) \| \| \| \| \| \| \| \| \| \| \| María Josefa de Zúñiga y Girón VI vizcondesa de la Calzada (1733-1796) \| María Josefa de Zúñiga y Girón VI vizcondesa de la Calzada (1733-1796) \| María Josefa de Zúñiga y Girón VI vizcondesa de la Calzada (1733-1796) \| María Josefa de Zúñiga y Girón VI vizcondesa de la Calzada (1733-1796) \| María Josefa de Zúñiga y Girón VI vizcondesa de la Calzada (1733-1796) \| María Josefa de Zúñiga y Girón VI vizcondesa de la Calzada (1733-1796) \| \| \| \| \| \| \| \| \| \| \| \| \| \| \| \| \| \| \| \| \| \| \| \| \| \| \| \| \| \| \| \| \| \| \| \| \| \| \| \| \| \| \| \| \| \| \| \| \| \| \| \| \| \| \| \| \| \| \| \| \| \| \| \| \| \| \| \| \| \| Pedro de Alcántara de Zúñiga y Girón XV marqués de La Bañeza (1730-1790) \| Pedro de Alcántara de Zúñiga y Girón XV marqués de La Bañeza (1730-1790) \| Pedro de Alcántara de Zúñiga y Girón XV marqués de La Bañeza (1730-1790) \| Pedro de Alcántara de Zúñiga y Girón XV marqués de La Bañeza (1730-1790) \| Pedro de Alcántara de Zúñiga y Girón XV marqués de La Bañeza (1730-1790) \| Pedro de Alcántara de Zúñiga y Girón XV marqués de La Bañeza (1730-1790) \| \| \| \| \| \| \| \| \| \| \| María Josefa de Zúñiga y Girón VI vizcondesa de la Calzada (1733-1796) \| María Josefa de Zúñiga y Girón VI vizcondesa de la Calzada (1733-1796) \| María Josefa de Zúñiga y Girón VI vizcondesa de la Calzada (1733-1796) \| María Josefa de Zúñiga y Girón VI vizcondesa de la Calzada (1733-1796) \| María Josefa de Zúñiga y Girón VI vizcondesa de la Calzada (1733-1796) \| María Josefa de Zúñiga y Girón VI vizcondesa de la Calzada (1733-1796) \| \| \| \| \| \| \| \| \| \| \| \| \| \| \| \| \| \| \| \| \| \| \| \| \| \| \| \| \| \| \| \| \| \| \| \| \| \| \| \| \| \| \| \| \| \| \| \| \| \| \| \| \| \| \| \| \| \| \| \| \| \| \| \| \| \| \| \| \| \| \| \| \| \| \| \| \| \| \| \| \| \| \| \| \| \| \| \| \| \| \| \| \| \| \| \| \| \| \| \| \| \| \| \| \| \| \| \| \| \| \| \| \| \| \| \| \| \| \| \| \| \| \| \| \| \| \| \| \| \| \| \| \| \| \| \| \| \| \| \| \| \| \| \| \| \| \| \| \| \| \| \| \| \| \| \| \| \| \| \| \| Bernardo de Zúñiga y Fernández de Velasco XVI marqués de La Bañeza ( ¿? - ¿? ) \| Bernardo de Zúñiga y Fernández de Velasco XVI marqués de La Bañeza ( ¿? - ¿? ) \| Bernardo de Zúñiga y Fernández de Velasco XVI marqués de La Bañeza ( ¿? - ¿? ) \| Bernardo de Zúñiga y Fernández de Velasco XVI marqués de La Bañeza ( ¿? - ¿? ) \| Bernardo de Zúñiga y Fernández de Velasco XVI marqués de La Bañeza ( ¿? - ¿? ) \| Bernardo de Zúñiga y Fernández de Velasco XVI marqués de La Bañeza ( ¿? - ¿? ) \| \| \| María del Cármen de Zúñiga y Fernández de Velasco XVII marquesa de La Bañeza (1774-1829) \| María del Cármen de Zúñiga y Fernández de Velasco XVII marquesa de La Bañeza (1774-1829) \| María del Cármen de Zúñiga y Fernández de Velasco XVII marquesa de La Bañeza (1774-1829) \| María del Cármen de Zúñiga y Fernández de Velasco XVII marquesa de La Bañeza (1774-1829) \| María del Cármen de Zúñiga y Fernández de Velasco XVII marquesa de La Bañeza (1774-1829) \| María del Cármen de Zúñiga y Fernández de Velasco XVII marquesa de La Bañeza (1774-1829) \| \| \| María Francisca de Sales Portocarrero y López de Zúñiga V condesa de Fuentidueña (1754-1808) \| María Francisca de Sales Portocarrero y López de Zúñiga V condesa de Fuentidueña (1754-1808) \| María Francisca de Sales Portocarrero y López de Zúñiga V condesa de Fuentidueña (1754-1808) \| María Francisca de Sales Portocarrero y López de Zúñiga V condesa de Fuentidueña (1754-1808) \| María Francisca de Sales Portocarrero y López de Zúñiga V condesa de Fuentidueña (1754-1808) \| María Francisca de Sales Portocarrero y López de Zúñiga V condesa de Fuentidueña (1754-1808) \| \| \| \| \| \| \| \| \| \| \| \| \| \| \| \| \| \| \| \| \| \| \| \| \| \| \| \| \| \| \| \| \| \| \| \| \| \| \| \| \| \| \| \| \| \| \| \| \| \| \| \| \| \| \| \| \| \| \| \| \| \| \| \| \| \| \| \| \| \| Bernardo de Zúñiga y Fernández de Velasco XVI marqués de La Bañeza ( ¿? - ¿? ) \| Bernardo de Zúñiga y Fernández de Velasco XVI marqués de La Bañeza ( ¿? - ¿? ) \| Bernardo de Zúñiga y Fernández de Velasco XVI marqués de La Bañeza ( ¿? - ¿? ) \| Bernardo de Zúñiga y Fernández de Velasco XVI marqués de La Bañeza ( ¿? - ¿? ) \| Bernardo de Zúñiga y Fernández de Velasco XVI marqués de La Bañeza ( ¿? - ¿? ) \| Bernardo de Zúñiga y Fernández de Velasco XVI marqués de La Bañeza ( ¿? - ¿? ) \| \| \| María del Cármen de Zúñiga y Fernández de Velasco XVII marquesa de La Bañeza (1774-1829) \| María del Cármen de Zúñiga y Fernández de Velasco XVII marquesa de La Bañeza (1774-1829) \| María del Cármen de Zúñiga y Fernández de Velasco XVII marquesa de La Bañeza (1774-1829) \| María del Cármen de Zúñiga y Fernández de Velasco XVII marquesa de La Bañeza (1774-1829) \| María del Cármen de Zúñiga y Fernández de Velasco XVII marquesa de La Bañeza (1774-1829) \| María del Cármen de Zúñiga y Fernández de Velasco XVII marquesa de La Bañeza (1774-1829) \| \| \| María Francisca de Sales Portocarrero y López de Zúñiga V condesa de Fuentidueña (1754-1808) \| María Francisca de Sales Portocarrero y López de Zúñiga V condesa de Fuentidueña (1754-1808) \| María Francisca de Sales Portocarrero y López de Zúñiga V condesa de Fuentidueña (1754-1808) \| María Francisca de Sales Portocarrero y López de Zúñiga V condesa de Fuentidueña (1754-1808) \| María Francisca de Sales Portocarrero y López de Zúñiga V condesa de Fuentidueña (1754-1808) \| María Francisca de Sales Portocarrero y López de Zúñiga V condesa de Fuentidueña (1754-1808) \| \| \| \| \| \| \| \| \| \| \| \| \| \| \| \| \| \| \| \| \| \| \| \| \| \| \| \| \| \| \| \| \| \| \| \| \| \| \| \| \| \| \| \| \| \| \| \| \| \| \| \| \| \| \| \| \| \| \| \| \| \| \| \| \| \| \| \| \| \| \| \| \| \| \| \| \| \| \| \| \| \| \| \| \| \| \| \| \| \| \| \| \| \| \| \| \| \| \| \| \| \| \| \| \| \| \| \| \| \| \| \| \| \| \| \| \| \| \| \| \| \| \| \| \| \| \| \| \| \| \| \| \| \| \| \| \| \| \| \| \| \| \| \| \| \| \| \| \| \| \| \| \| \| \| \| \| \| \| \| \| \| \| \| \| \| \| \| \| \| \| \| \| \| \| \| \| Eugenio de Palafox y Portocarrero XVIII marqués de La Bañeza (1773-1834) \| Eugenio de Palafox y Portocarrero XVIII marqués de La Bañeza (1773-1834) \| Eugenio de Palafox y Portocarrero XVIII marqués de La Bañeza (1773-1834) \| Eugenio de Palafox y Portocarrero XVIII marqués de La Bañeza (1773-1834) \| Eugenio de Palafox y Portocarrero XVIII marqués de La Bañeza (1773-1834) \| Eugenio de Palafox y Portocarrero XVIII marqués de La Bañeza (1773-1834) \| \| \| Cipriano de Palafox y Portocarrero XIX marqués de La Bañeza (1784-1839) \| Cipriano de Palafox y Portocarrero XIX marqués de La Bañeza (1784-1839) \| Cipriano de Palafox y Portocarrero XIX marqués de La Bañeza (1784-1839) \| Cipriano de Palafox y Portocarrero XIX marqués de La Bañeza (1784-1839) \| Cipriano de Palafox y Portocarrero XIX marqués de La Bañeza (1784-1839) \| Cipriano de Palafox y Portocarrero XIX marqués de La Bañeza (1784-1839) \| \| \| \| \| \| \| \| \| \| \| \| \| \| \| \| \| \| \| \| \| \| \| \| \| \| \| \| \| \| \| \| \| \| \| \| \| \| \| \| \| \| \| \| \| \| \| \| \| \| \| \| \| \| \| \| \| \| \| \| \| \| \| \| \| \| \| \| \| \| \| \| \| \| \| \| \| \| Eugenio de Palafox y Portocarrero XVIII marqués de La Bañeza (1773-1834) \| Eugenio de Palafox y Portocarrero XVIII marqués de La Bañeza (1773-1834) \| Eugenio de Palafox y Portocarrero XVIII marqués de La Bañeza (1773-1834) \| Eugenio de Palafox y Portocarrero XVIII marqués de La Bañeza (1773-1834) \| Eugenio de Palafox y Portocarrero XVIII marqués de La Bañeza (1773-1834) \| Eugenio de Palafox y Portocarrero XVIII marqués de La Bañeza (1773-1834) \| \| \| Cipriano de Palafox y Portocarrero XIX marqués de La Bañeza (1784-1839) \| Cipriano de Palafox y Portocarrero XIX marqués de La Bañeza (1784-1839) \| Cipriano de Palafox y Portocarrero XIX marqués de La Bañeza (1784-1839) \| Cipriano de Palafox y Portocarrero XIX marqués de La Bañeza (1784-1839) \| Cipriano de Palafox y Portocarrero XIX marqués de La Bañeza (1784-1839) \| Cipriano de Palafox y Portocarrero XIX marqués de La Bañeza (1784-1839) \| \| \| \| \| \| \| \| \| \| \| \| \| \| \| \| \| \| \| \| \| \| \| \| \| \| \| \| \| \| \| \| \| \| \| \| \| \| \| \| \| \| \| \| \| \| \| \| \| \| \| \| \| \| \| \| \| \| \| \| \| \| \| \| \| \| \| \| \| \| \| \| \| \| \| \| \| \| \| \| \| \| \| \| \| \| María Francisca de Sales Palafox y Kirkpatrick XX marquesa de La Bañeza (1825-1860) \| \| \| \| \| \| \| \| \| \| \| \| \| \| \| \| \| \| \| \| \| \| \| \| \| \| \| \| \| \| \| \| \| \| \| \| \| \| \| \| \| \| \| \| \| \| \| \| \| \| \| \| \| \| \| \| \| \| \| \| \| \| \| \| \| \| \| \| \| \| \| \| \| \| \| \| \| \| \| \| \| \| \| \| \| \| \| \| \| \| \| \| \| \| \| \| \| \| \| \| \| \| \| \| \| \| \| \| \| \| \| \| \| \| \| \| \| \| \| \| \| \| \| \| \| \| \| \| \| \| \| \| \| \| \| \| \| \| \| \| \| \| \| \| \| \| \| \| \| \| \| \| \| \| \| \| \| \| \| \| \| \| \| \| \| \| \| \| \| \| \| \| \| \| \| \| \| \| \| \| \| \| María de la Asunción Fitz-James Stuart y Palafox XXI marquesa de La Bañeza (1851-1917) \| \| \| \| \| \| \| \| \| \| \| \| \| \| \| \| \| \| \| \| \| \| \| \| \| \| \| \| \| \| \| \| \| \| \| \| \| \| \| \| \| \| \| \| \| \| \| \| \| \| \| \| \| \| \| \| \| \| \| \| \| \| \| \| \| \| \| \| \| \| \| \| \| \| \| \| \| \| \| \| \| \| \| \| \| \| \| \| \| \| \| \| \| \| \| \| \| \| \| \| \| \| \| \| \| \| \| \| \| \| \| \| \| \| \| \| \| \| \| \| \| \| \| \| \| \| \| \| \| \| \| \| \| \| \| \| \| \| \| \| \| \| \| \| \| \| \| \| \| \| \| \| \| \| \| \| \| \| \| \| \| \| \| \| \| \| \| \| \| \| \| \| \| \| \| \| \| \| \| \| \| \| José María Mesía del Barco y Fitz-James Stuart XXII marqués de La Bañeza (1879- ¿? ) \| \| \| \| \| \| \| \| \| \| \| \| \| \| \| \| \| \| \| \| \| \| \| \| \| \| \| \| \| \| \| \| \| \| \| \| \| \| \| \| \| \| \| \| \| \| \| \| \| \| \| \| \| \| \| \| \| \| \| \| \| \| \| \| \| \| \| \| \| \| \| \| \| \| \| \| \| \| \| \| \| \| \| \| \| \| \| \| \| \| \| \| \| \| \| \| \| \| \| \| \| \| \| \| \| \| \| \| \| \| \| \| \| \| \| \| \| \| \| \| \| \| \| \| \| \| \| \| \| \| \| \| \| \| \| \| \| \| \| \| \| \| \| \| \| \| \| \| \| \| \| \| \| \| \| \| \| \| \| \| \| \| \| \| \| \| \| \| \| \| \| \| \| \| \| \| \| \| \| \| \| \| Juan María Mesía del Barco y Lesseps XXIII marqués de La Bañeza (1917-1970) \| \| \| \| \| \| \| \| \| \| \| \| \| \| \| \| \| \| \| \| \| \| \| \| \| \| \| \| \| \| \| \| \| \| \| \| \| \| \| \| \| \| \| \| \| \| \| \| \| \| \| \| \| \| \| \| \| \| \| \| \| \| \| \| \| \| \| \| \| \| \| \| \| \| \| \| \| \| \| \| \| \| \| \| \| \| \| \| \| \| \| \| \| \| \| \| \| \| \| \| \| \| \| \| \| \| \| \| \| \| \| \| \| \| \| \| \| \| \| \| \| \| \| \| \| \| \| \| \| \| \| \| \| \| \| \| \| \| \| \| \| \| \| \| \| \| \| \| \| \| \| \| \| \| \| \| \| \| \| \| \| \| \| \| \| \| \| \| \| \| \| \| \| \| \| \| \| \| \| \| \| \| \| \| \| \| \| \| \| \| \| \| \| \| \| \| \| \| \| \| \| \| \| \| \| \| \| \| \| \| \| \| \| \| \| \| \| \| \| \| \| \| \| \| \| \| \| \| \| \| \| \| \| \| \| \| \| \| \| \| \| \| \| \| \| \| \| \| \| \| \| \| \| \| \| \| \| \| \| \| \| \| \| \| \| \| \| \| \| \| \| \| \| José Luis Mesía y Figueroa, vii duque de Tamames (1976-2018) \| José Luis Mesía y Figueroa, vii duque de Tamames (1976-2018) \| José Luis Mesía y Figueroa, vii duque de Tamames (1976-2018) \| José Luis Mesía y Figueroa, vii duque de Tamames (1976-2018) \| José Luis Mesía y Figueroa, vii duque de Tamames (1976-2018) \| José Luis Mesía y Figueroa, vii duque de Tamames (1976-2018) \| \| \| \| \| Fernando Mesía y Figueroa, xxiv marqués de la Bañeza (1976) \| Fernando Mesía y Figueroa, xxiv marqués de la Bañeza (1976) \| Fernando Mesía y Figueroa, xxiv marqués de la Bañeza (1976) \| Fernando Mesía y Figueroa, xxiv marqués de la Bañeza (1976) \| Fernando Mesía y Figueroa, xxiv marqués de la Bañeza (1976) \| Fernando Mesía y Figueroa, xxiv marqués de la Bañeza (1976) \| \| \| \| \| \| \| \| \| \| \| |                                                                |                                                                |                                                                |                                                                |                                                                |  |  |                                                                           |                                                                           |                                                                           |                                                                           |                                                                           |                                                                           |  |  |                                                                               |                                                                               |                                                                               |                                                                               |                                                                               |                                                                               |  |  |                                                                            |                                                                            |                                                                            |                                                                            |                                                                            |                                                                            |  |  |                                                                                |                                                                                |                                                                                |                                                                                |                                                                                |                                                                                |  |  |                                                                                |                                                                                |                                                                                |                                                                                |                                                                                |                                                                                |  |  |                                                                                          |                                                                                          |                                                                                          |                                                                                          |                                                                                          |                                                                                          |  |  |                                                                                              |                                                                                              |                                                                                              |                                                                                              |                                                                                              |                                                                                              |  |  |                                                                                        |                                                                         |                                                                         |                                                                         |                                                                         |                                                                         |  |  |  |  |                                                             |                                                             |                                                             |                                                             |                                                             |                                                             |  |  |  |  |  |  |  |  |  |  |
| Pedro de Zúñiga y Bazán I marqués de La Bañeza ( ¿? -1574) |                                                                |                                                                |                                                                |                                                                |                                                                |  |  |                                                                           |                                                                           |                                                                           |                                                                           |                                                                           |                                                                           |  |  |                                                                               |                                                                               |                                                                               |                                                                               |                                                                               |                                                                               |  |  |                                                                            |                                                                            |                                                                            |                                                                            |                                                                            |                                                                            |  |  |                                                                                |                                                                                |                                                                                |                                                                                |                                                                                |                                                                                |  |  |                                                                                |                                                                                |                                                                                |                                                                                |                                                                                |                                                                                |  |  |                                                                                          |                                                                                          |                                                                                          |                                                                                          |                                                                                          |                                                                                          |  |  |                                                                                              |                                                                                              |                                                                                              |                                                                                              |                                                                                              |                                                                                              |  |  |                                                                                        |                                                                         |                                                                         |                                                                         |                                                                         |                                                                         |  |  |  |  |                                                             |                                                             |                                                             |                                                             |                                                             |                                                             |  |  |  |  |  |  |  |  |  |  |
| |                                                                |                                                                |                                                                |                                                                |                                                                |  |  |                                                                           |                                                                           |                                                                           |                                                                           |                                                                           |                                                                           |  |  |                                                                               |                                                                               |                                                                               |                                                                               |                                                                               |                                                                               |  |  |                                                                            |                                                                            |                                                                            |                                                                            |                                                                            |                                                                            |  |  |                                                                                |                                                                                |                                                                                |                                                                                |                                                                                |                                                                                |  |  |                                                                                |                                                                                |                                                                                |                                                                                |                                                                                |                                                                                |  |  |                                                                                          |                                                                                          |                                                                                          |                                                                                          |                                                                                          |                                                                                          |  |  |                                                                                              |                                                                                              |                                                                                              |                                                                                              |                                                                                              |                                                                                              |  |  |                                                                                        |                                                                         |                                                                         |                                                                         |                                                                         |                                                                         |  |  |  |  |                                                             |                                                             |                                                             |                                                             |                                                             |                                                             |  |  |  |  |  |  |  |  |  |  |
| María de Zúñiga y Pacheco II marquesa de La Bañeza ( ¿? -1630) |                                                                |                                                                |                                                                |                                                                |                                                                |  |  |                                                                           |                                                                           |                                                                           |                                                                           |                                                                           |                                                                           |  |  |                                                                               |                                                                               |                                                                               |                                                                               |                                                                               |                                                                               |  |  |                                                                            |                                                                            |                                                                            |                                                                            |                                                                            |                                                                            |  |  |                                                                                |                                                                                |                                                                                |                                                                                |                                                                                |                                                                                |  |  |                                                                                |                                                                                |                                                                                |                                                                                |                                                                                |                                                                                |  |  |                                                                                          |                                                                                          |                                                                                          |                                                                                          |                                                                                          |                                                                                          |  |  |                                                                                              |                                                                                              |                                                                                              |                                                                                              |                                                                                              |                                                                                              |  |  |                                                                                        |                                                                         |                                                                         |                                                                         |                                                                         |                                                                         |  |  |  |  |                                                             |                                                             |                                                             |                                                             |                                                             |                                                             |  |  |  |  |  |  |  |  |  |  |
| |                                                                |                                                                |                                                                |                                                                |                                                                |  |  |                                                                           |                                                                           |                                                                           |                                                                           |                                                                           |                                                                           |  |  |                                                                               |                                                                               |                                                                               |                                                                               |                                                                               |                                                                               |  |  |                                                                            |                                                                            |                                                                            |                                                                            |                                                                            |                                                                            |  |  |                                                                                |                                                                                |                                                                                |                                                                                |                                                                                |                                                                                |  |  |                                                                                |                                                                                |                                                                                |                                                                                |                                                                                |                                                                                |  |  |                                                                                          |                                                                                          |                                                                                          |                                                                                          |                                                                                          |                                                                                          |  |  |                                                                                              |                                                                                              |                                                                                              |                                                                                              |                                                                                              |                                                                                              |  |  |                                                                                        |                                                                         |                                                                         |                                                                         |                                                                         |                                                                         |  |  |  |  |                                                             |                                                             |                                                             |                                                             |                                                             |                                                             |  |  |  |  |  |  |  |  |  |  |
| |                                                                |                                                                |                                                                |                                                                |                                                                |  |  |                                                                           |                                                                           |                                                                           |                                                                           |                                                                           |                                                                           |  |  |                                                                               |                                                                               |                                                                               |                                                                               |                                                                               |                                                                               |  |  |                                                                            |                                                                            |                                                                            |                                                                            |                                                                            |                                                                            |  |  |                                                                                |                                                                                |                                                                                |                                                                                |                                                                                |                                                                                |  |  |                                                                                |                                                                                |                                                                                |                                                                                |                                                                                |                                                                                |  |  |                                                                                          |                                                                                          |                                                                                          |                                                                                          |                                                                                          |                                                                                          |  |  |                                                                                              |                                                                                              |                                                                                              |                                                                                              |                                                                                              |                                                                                              |  |  |                                                                                        |                                                                         |                                                                         |                                                                         |                                                                         |                                                                         |  |  |  |  |                                                             |                                                             |                                                             |                                                             |                                                             |                                                             |  |  |  |  |  |  |  |  |  |  |
| Pedro de Zúñiga y Pacheco III marqués de La Bañeza ( ¿? - ¿? ) | Pedro de Zúñiga y Pacheco III marqués de La Bañeza ( ¿? - ¿? ) | Pedro de Zúñiga y Pacheco III marqués de La Bañeza ( ¿? - ¿? ) | Pedro de Zúñiga y Pacheco III marqués de La Bañeza ( ¿? - ¿? ) | Pedro de Zúñiga y Pacheco III marqués de La Bañeza ( ¿? - ¿? ) | Pedro de Zúñiga y Pacheco III marqués de La Bañeza ( ¿? - ¿? ) |  |  | Diego de Zúñiga y Pacheco IV marqués de La Bañeza (1590-1626)             | Diego de Zúñiga y Pacheco IV marqués de La Bañeza (1590-1626)             | Diego de Zúñiga y Pacheco IV marqués de La Bañeza (1590-1626)             | Diego de Zúñiga y Pacheco IV marqués de La Bañeza (1590-1626)             | Diego de Zúñiga y Pacheco IV marqués de La Bañeza (1590-1626)             | Diego de Zúñiga y Pacheco IV marqués de La Bañeza (1590-1626)             |  |  |                                                                               |                                                                               |                                                                               |                                                                               |                                                                               |                                                                               |  |  |                                                                            |                                                                            |                                                                            |                                                                            |                                                                            |                                                                            |  |  |                                                                                |                                                                                |                                                                                |                                                                                |                                                                                |                                                                                |  |  |                                                                                |                                                                                |                                                                                |                                                                                |                                                                                |                                                                                |  |  |                                                                                          |                                                                                          |                                                                                          |                                                                                          |                                                                                          |                                                                                          |  |  |                                                                                              |                                                                                              |                                                                                              |                                                                                              |                                                                                              |                                                                                              |  |  |                                                                                        |                                                                         |                                                                         |                                                                         |                                                                         |                                                                         |  |  |  |  |                                                             |                                                             |                                                             |                                                             |                                                             |                                                             |  |  |  |  |  |  |  |  |  |  |
| Pedro de Zúñiga y Pacheco III marqués de La Bañeza ( ¿? - ¿? ) | Pedro de Zúñiga y Pacheco III marqués de La Bañeza ( ¿? - ¿? ) | Pedro de Zúñiga y Pacheco III marqués de La Bañeza ( ¿? - ¿? ) | Pedro de Zúñiga y Pacheco III marqués de La Bañeza ( ¿? - ¿? ) | Pedro de Zúñiga y Pacheco III marqués de La Bañeza ( ¿? - ¿? ) | Pedro de Zúñiga y Pacheco III marqués de La Bañeza ( ¿? - ¿? ) |  |  | Diego de Zúñiga y Pacheco IV marqués de La Bañeza (1590-1626)             | Diego de Zúñiga y Pacheco IV marqués de La Bañeza (1590-1626)             | Diego de Zúñiga y Pacheco IV marqués de La Bañeza (1590-1626)             | Diego de Zúñiga y Pacheco IV marqués de La Bañeza (1590-1626)             | Diego de Zúñiga y Pacheco IV marqués de La Bañeza (1590-1626)             | Diego de Zúñiga y Pacheco IV marqués de La Bañeza (1590-1626)             |  |  |                                                                               |                                                                               |                                                                               |                                                                               |                                                                               |                                                                               |  |  |                                                                            |                                                                            |                                                                            |                                                                            |                                                                            |                                                                            |  |  |                                                                                |                                                                                |                                                                                |                                                                                |                                                                                |                                                                                |  |  |                                                                                |                                                                                |                                                                                |                                                                                |                                                                                |                                                                                |  |  |                                                                                          |                                                                                          |                                                                                          |                                                                                          |                                                                                          |                                                                                          |  |  |                                                                                              |                                                                                              |                                                                                              |                                                                                              |                                                                                              |                                                                                              |  |  |                                                                                        |                                                                         |                                                                         |                                                                         |                                                                         |                                                                         |  |  |  |  |                                                             |                                                             |                                                             |                                                             |                                                             |                                                             |  |  |  |  |  |  |  |  |  |  |
| |                                                                |                                                                |                                                                |                                                                |                                                                |  |  | Francisco de Zúñiga y Sandoval V marqués de La Bañeza (1611-1662)         |                                                                           |                                                                           |                                                                           |                                                                           |                                                                           |  |  |                                                                               |                                                                               |                                                                               |                                                                               |                                                                               |                                                                               |  |  |                                                                            |                                                                            |                                                                            |                                                                            |                                                                            |                                                                            |  |  |                                                                                |                                                                                |                                                                                |                                                                                |                                                                                |                                                                                |  |  |                                                                                |                                                                                |                                                                                |                                                                                |                                                                                |                                                                                |  |  |                                                                                          |                                                                                          |                                                                                          |                                                                                          |                                                                                          |                                                                                          |  |  |                                                                                              |                                                                                              |                                                                                              |                                                                                              |                                                                                              |                                                                                              |  |  |                                                                                        |                                                                         |                                                                         |                                                                         |                                                                         |                                                                         |  |  |  |  |                                                             |                                                             |                                                             |                                                             |                                                             |                                                             |  |  |  |  |  |  |  |  |  |  |
| |                                                                |                                                                |                                                                |                                                                |                                                                |  |  |                                                                           |                                                                           |                                                                           |                                                                           |                                                                           |                                                                           |  |  |                                                                               |                                                                               |                                                                               |                                                                               |                                                                               |                                                                               |  |  |                                                                            |                                                                            |                                                                            |                                                                            |                                                                            |                                                                            |  |  |                                                                                |                                                                                |                                                                                |                                                                                |                                                                                |                                                                                |  |  |                                                                                |                                                                                |                                                                                |                                                                                |                                                                                |                                                                                |  |  |                                                                                          |                                                                                          |                                                                                          |                                                                                          |                                                                                          |                                                                                          |  |  |                                                                                              |                                                                                              |                                                                                              |                                                                                              |                                                                                              |                                                                                              |  |  |                                                                                        |                                                                         |                                                                         |                                                                         |                                                                         |                                                                         |  |  |  |  |                                                             |                                                             |                                                             |                                                             |                                                             |                                                             |  |  |  |  |  |  |  |  |  |  |
| |                                                                |                                                                |                                                                |                                                                |                                                                |  |  |                                                                           |                                                                           |                                                                           |                                                                           |                                                                           |                                                                           |  |  |                                                                               |                                                                               |                                                                               |                                                                               |                                                                               |                                                                               |  |  |                                                                            |                                                                            |                                                                            |                                                                            |                                                                            |                                                                            |  |  |                                                                                |                                                                                |                                                                                |                                                                                |                                                                                |                                                                                |  |  |                                                                                |                                                                                |                                                                                |                                                                                |                                                                                |                                                                                |  |  |                                                                                          |                                                                                          |                                                                                          |                                                                                          |                                                                                          |                                                                                          |  |  |                                                                                              |                                                                                              |                                                                                              |                                                                                              |                                                                                              |                                                                                              |  |  |                                                                                        |                                                                         |                                                                         |                                                                         |                                                                         |                                                                         |  |  |  |  |                                                             |                                                             |                                                             |                                                             |                                                             |                                                             |  |  |  |  |  |  |  |  |  |  |
| |                                                                |                                                                |                                                                |                                                                |                                                                |  |  | Diego de Zúñiga y Enríquez de Acevedo VI marqués de La Bañeza ( ¿? -1666) | Diego de Zúñiga y Enríquez de Acevedo VI marqués de La Bañeza ( ¿? -1666) | Diego de Zúñiga y Enríquez de Acevedo VI marqués de La Bañeza ( ¿? -1666) | Diego de Zúñiga y Enríquez de Acevedo VI marqués de La Bañeza ( ¿? -1666) | Diego de Zúñiga y Enríquez de Acevedo VI marqués de La Bañeza ( ¿? -1666) | Diego de Zúñiga y Enríquez de Acevedo VI marqués de La Bañeza ( ¿? -1666) |  |  | Fernando de Zúñiga y Enríquez de Acevedo VII marqués de La Bañeza ( ¿? -1681) | Fernando de Zúñiga y Enríquez de Acevedo VII marqués de La Bañeza ( ¿? -1681) | Fernando de Zúñiga y Enríquez de Acevedo VII marqués de La Bañeza ( ¿? -1681) | Fernando de Zúñiga y Enríquez de Acevedo VII marqués de La Bañeza ( ¿? -1681) | Fernando de Zúñiga y Enríquez de Acevedo VII marqués de La Bañeza ( ¿? -1681) | Fernando de Zúñiga y Enríquez de Acevedo VII marqués de La Bañeza ( ¿? -1681) |  |  | Isidro de Zúñiga y Enríquez de Acevedo IX marqués de La Bañeza (1652-1691) | Isidro de Zúñiga y Enríquez de Acevedo IX marqués de La Bañeza (1652-1691) | Isidro de Zúñiga y Enríquez de Acevedo IX marqués de La Bañeza (1652-1691) | Isidro de Zúñiga y Enríquez de Acevedo IX marqués de La Bañeza (1652-1691) | Isidro de Zúñiga y Enríquez de Acevedo IX marqués de La Bañeza (1652-1691) | Isidro de Zúñiga y Enríquez de Acevedo IX marqués de La Bañeza (1652-1691) |  |  | Ana María de Zúñiga y Enríquez de Acevedo XI marquesa de La Bañeza (1642-1700) | Ana María de Zúñiga y Enríquez de Acevedo XI marquesa de La Bañeza (1642-1700) | Ana María de Zúñiga y Enríquez de Acevedo XI marquesa de La Bañeza (1642-1700) | Ana María de Zúñiga y Enríquez de Acevedo XI marquesa de La Bañeza (1642-1700) | Ana María de Zúñiga y Enríquez de Acevedo XI marquesa de La Bañeza (1642-1700) | Ana María de Zúñiga y Enríquez de Acevedo XI marquesa de La Bañeza (1642-1700) |  |  |                                                                                |                                                                                |                                                                                |                                                                                |                                                                                |                                                                                |  |  |                                                                                          |                                                                                          |                                                                                          |                                                                                          |                                                                                          |                                                                                          |  |  |                                                                                              |                                                                                              |                                                                                              |                                                                                              |                                                                                              |                                                                                              |  |  |                                                                                        |                                                                         |                                                                         |                                                                         |                                                                         |                                                                         |  |  |  |  |                                                             |                                                             |                                                             |                                                             |                                                             |                                                             |  |  |  |  |  |  |  |  |  |  |
| |                                                                |                                                                |                                                                |                                                                |                                                                |  |  | Diego de Zúñiga y Enríquez de Acevedo VI marqués de La Bañeza ( ¿? -1666) | Diego de Zúñiga y Enríquez de Acevedo VI marqués de La Bañeza ( ¿? -1666) | Diego de Zúñiga y Enríquez de Acevedo VI marqués de La Bañeza ( ¿? -1666) | Diego de Zúñiga y Enríquez de Acevedo VI marqués de La Bañeza ( ¿? -1666) | Diego de Zúñiga y Enríquez de Acevedo VI marqués de La Bañeza ( ¿? -1666) | Diego de Zúñiga y Enríquez de Acevedo VI marqués de La Bañeza ( ¿? -1666) |  |  | Fernando de Zúñiga y Enríquez de Acevedo VII marqués de La Bañeza ( ¿? -1681) | Fernando de Zúñiga y Enríquez de Acevedo VII marqués de La Bañeza ( ¿? -1681) | Fernando de Zúñiga y Enríquez de Acevedo VII marqués de La Bañeza ( ¿? -1681) | Fernando de Zúñiga y Enríquez de Acevedo VII marqués de La Bañeza ( ¿? -1681) | Fernando de Zúñiga y Enríquez de Acevedo VII marqués de La Bañeza ( ¿? -1681) | Fernando de Zúñiga y Enríquez de Acevedo VII marqués de La Bañeza ( ¿? -1681) |  |  | Isidro de Zúñiga y Enríquez de Acevedo IX marqués de La Bañeza (1652-1691) | Isidro de Zúñiga y Enríquez de Acevedo IX marqués de La Bañeza (1652-1691) | Isidro de Zúñiga y Enríquez de Acevedo IX marqués de La Bañeza (1652-1691) | Isidro de Zúñiga y Enríquez de Acevedo IX marqués de La Bañeza (1652-1691) | Isidro de Zúñiga y Enríquez de Acevedo IX marqués de La Bañeza (1652-1691) | Isidro de Zúñiga y Enríquez de Acevedo IX marqués de La Bañeza (1652-1691) |  |  | Ana María de Zúñiga y Enríquez de Acevedo XI marquesa de La Bañeza (1642-1700) | Ana María de Zúñiga y Enríquez de Acevedo XI marquesa de La Bañeza (1642-1700) | Ana María de Zúñiga y Enríquez de Acevedo XI marquesa de La Bañeza (1642-1700) | Ana María de Zúñiga y Enríquez de Acevedo XI marquesa de La Bañeza (1642-1700) | Ana María de Zúñiga y Enríquez de Acevedo XI marquesa de La Bañeza (1642-1700) | Ana María de Zúñiga y Enríquez de Acevedo XI marquesa de La Bañeza (1642-1700) |  |  |                                                                                |                                                                                |                                                                                |                                                                                |                                                                                |                                                                                |  |  |                                                                                          |                                                                                          |                                                                                          |                                                                                          |                                                                                          |                                                                                          |  |  |                                                                                              |                                                                                              |                                                                                              |                                                                                              |                                                                                              |                                                                                              |  |  |                                                                                        |                                                                         |                                                                         |                                                                         |                                                                         |                                                                         |  |  |  |  |                                                             |                                                             |                                                             |                                                             |                                                             |                                                             |  |  |  |  |  |  |  |  |  |  |
| |                                                                |                                                                |                                                                |                                                                |                                                                |  |  |                                                                           |                                                                           |                                                                           |                                                                           |                                                                           |                                                                           |  |  | Ana de Zúñiga y Pignatelli VIII marquesa de La Bañeza (1667- ¿? )             | Ana de Zúñiga y Pignatelli VIII marquesa de La Bañeza (1667- ¿? )             | Ana de Zúñiga y Pignatelli VIII marquesa de La Bañeza (1667- ¿? )             | Ana de Zúñiga y Pignatelli VIII marquesa de La Bañeza (1667- ¿? )             | Ana de Zúñiga y Pignatelli VIII marquesa de La Bañeza (1667- ¿? )             | Ana de Zúñiga y Pignatelli VIII marquesa de La Bañeza (1667- ¿? )             |  |  | Isidro de Zúñiga y Valdés X marqués de La Bañeza ( ¿? - ¿? )               | Isidro de Zúñiga y Valdés X marqués de La Bañeza ( ¿? - ¿? )               | Isidro de Zúñiga y Valdés X marqués de La Bañeza ( ¿? - ¿? )               | Isidro de Zúñiga y Valdés X marqués de La Bañeza ( ¿? - ¿? )               | Isidro de Zúñiga y Valdés X marqués de La Bañeza ( ¿? - ¿? )               | Isidro de Zúñiga y Valdés X marqués de La Bañeza ( ¿? - ¿? )               |  |  | Joaquín José de Chaves y Zúñiga XII marqués de La Bañeza (1670-1725)           | Joaquín José de Chaves y Zúñiga XII marqués de La Bañeza (1670-1725)           | Joaquín José de Chaves y Zúñiga XII marqués de La Bañeza (1670-1725)           | Joaquín José de Chaves y Zúñiga XII marqués de La Bañeza (1670-1725)           | Joaquín José de Chaves y Zúñiga XII marqués de La Bañeza (1670-1725)           | Joaquín José de Chaves y Zúñiga XII marqués de La Bañeza (1670-1725)           |  |  |                                                                                |                                                                                |                                                                                |                                                                                |                                                                                |                                                                                |  |  |                                                                                          |                                                                                          |                                                                                          |                                                                                          |                                                                                          |                                                                                          |  |  |                                                                                              |                                                                                              |                                                                                              |                                                                                              |                                                                                              |                                                                                              |  |  |                                                                                        |                                                                         |                                                                         |                                                                         |                                                                         |                                                                         |  |  |  |  |                                                             |                                                             |                                                             |                                                             |                                                             |                                                             |  |  |  |  |  |  |  |  |  |  |
| |                                                                |                                                                |                                                                |                                                                |                                                                |  |  |                                                                           |                                                                           |                                                                           |                                                                           |                                                                           |                                                                           |  |  | Ana de Zúñiga y Pignatelli VIII marquesa de La Bañeza (1667- ¿? )             | Ana de Zúñiga y Pignatelli VIII marquesa de La Bañeza (1667- ¿? )             | Ana de Zúñiga y Pignatelli VIII marquesa de La Bañeza (1667- ¿? )             | Ana de Zúñiga y Pignatelli VIII marquesa de La Bañeza (1667- ¿? )             | Ana de Zúñiga y Pignatelli VIII marquesa de La Bañeza (1667- ¿? )             | Ana de Zúñiga y Pignatelli VIII marquesa de La Bañeza (1667- ¿? )             |  |  | Isidro de Zúñiga y Valdés X marqués de La Bañeza ( ¿? - ¿? )               | Isidro de Zúñiga y Valdés X marqués de La Bañeza ( ¿? - ¿? )               | Isidro de Zúñiga y Valdés X marqués de La Bañeza ( ¿? - ¿? )               | Isidro de Zúñiga y Valdés X marqués de La Bañeza ( ¿? - ¿? )               | Isidro de Zúñiga y Valdés X marqués de La Bañeza ( ¿? - ¿? )               | Isidro de Zúñiga y Valdés X marqués de La Bañeza ( ¿? - ¿? )               |  |  | Joaquín José de Chaves y Zúñiga XII marqués de La Bañeza (1670-1725)           | Joaquín José de Chaves y Zúñiga XII marqués de La Bañeza (1670-1725)           | Joaquín José de Chaves y Zúñiga XII marqués de La Bañeza (1670-1725)           | Joaquín José de Chaves y Zúñiga XII marqués de La Bañeza (1670-1725)           | Joaquín José de Chaves y Zúñiga XII marqués de La Bañeza (1670-1725)           | Joaquín José de Chaves y Zúñiga XII marqués de La Bañeza (1670-1725)           |  |  |                                                                                |                                                                                |                                                                                |                                                                                |                                                                                |                                                                                |  |  |                                                                                          |                                                                                          |                                                                                          |                                                                                          |                                                                                          |                                                                                          |  |  |                                                                                              |                                                                                              |                                                                                              |                                                                                              |                                                                                              |                                                                                              |  |  |                                                                                        |                                                                         |                                                                         |                                                                         |                                                                         |                                                                         |  |  |  |  |                                                             |                                                             |                                                             |                                                             |                                                             |                                                             |  |  |  |  |  |  |  |  |  |  |
| |                                                                |                                                                |                                                                |                                                                |                                                                |  |  |                                                                           |                                                                           |                                                                           |                                                                           |                                                                           |                                                                           |  |  |                                                                               |                                                                               |                                                                               |                                                                               |                                                                               |                                                                               |  |  |                                                                            |                                                                            |                                                                            |                                                                            |                                                                            |                                                                            |  |  |                                                                                |                                                                                |                                                                                |                                                                                |                                                                                |                                                                                |  |  |                                                                                |                                                                                |                                                                                |                                                                                |                                                                                |                                                                                |  |  |                                                                                          |                                                                                          |                                                                                          |                                                                                          |                                                                                          |                                                                                          |  |  |                                                                                              |                                                                                              |                                                                                              |                                                                                              |                                                                                              |                                                                                              |  |  |                                                                                        |                                                                         |                                                                         |                                                                         |                                                                         |                                                                         |  |  |  |  |                                                             |                                                             |                                                             |                                                             |                                                             |                                                             |  |  |  |  |  |  |  |  |  |  |
| |                                                                |                                                                |                                                                |                                                                |                                                                |  |  |                                                                           |                                                                           |                                                                           |                                                                           |                                                                           |                                                                           |  |  |                                                                               |                                                                               |                                                                               |                                                                               |                                                                               |                                                                               |  |  |                                                                            |                                                                            |                                                                            |                                                                            |                                                                            |                                                                            |  |  | Pedro Regalado de Zúñiga y Ayala XIII marqués de La Bañeza ( ¿? - ¿? )         | Pedro Regalado de Zúñiga y Ayala XIII marqués de La Bañeza ( ¿? - ¿? )         | Pedro Regalado de Zúñiga y Ayala XIII marqués de La Bañeza ( ¿? - ¿? )         | Pedro Regalado de Zúñiga y Ayala XIII marqués de La Bañeza ( ¿? - ¿? )         | Pedro Regalado de Zúñiga y Ayala XIII marqués de La Bañeza ( ¿? - ¿? )         | Pedro Regalado de Zúñiga y Ayala XIII marqués de La Bañeza ( ¿? - ¿? )         |  |  | Antonio de Zúñiga y Ayala XIV marqués de La Bañeza (1699-1625)                 | Antonio de Zúñiga y Ayala XIV marqués de La Bañeza (1699-1625)                 | Antonio de Zúñiga y Ayala XIV marqués de La Bañeza (1699-1625)                 | Antonio de Zúñiga y Ayala XIV marqués de La Bañeza (1699-1625)                 | Antonio de Zúñiga y Ayala XIV marqués de La Bañeza (1699-1625)                 | Antonio de Zúñiga y Ayala XIV marqués de La Bañeza (1699-1625)                 |  |  |                                                                                          |                                                                                          |                                                                                          |                                                                                          |                                                                                          |                                                                                          |  |  |                                                                                              |                                                                                              |                                                                                              |                                                                                              |                                                                                              |                                                                                              |  |  |                                                                                        |                                                                         |                                                                         |                                                                         |                                                                         |                                                                         |  |  |  |  |                                                             |                                                             |                                                             |                                                             |                                                             |                                                             |  |  |  |  |  |  |  |  |  |  |
| |                                                                |                                                                |                                                                |                                                                |                                                                |  |  |                                                                           |                                                                           |                                                                           |                                                                           |                                                                           |                                                                           |  |  |                                                                               |                                                                               |                                                                               |                                                                               |                                                                               |                                                                               |  |  |                                                                            |                                                                            |                                                                            |                                                                            |                                                                            |                                                                            |  |  | Pedro Regalado de Zúñiga y Ayala XIII marqués de La Bañeza ( ¿? - ¿? )         | Pedro Regalado de Zúñiga y Ayala XIII marqués de La Bañeza ( ¿? - ¿? )         | Pedro Regalado de Zúñiga y Ayala XIII marqués de La Bañeza ( ¿? - ¿? )         | Pedro Regalado de Zúñiga y Ayala XIII marqués de La Bañeza ( ¿? - ¿? )         | Pedro Regalado de Zúñiga y Ayala XIII marqués de La Bañeza ( ¿? - ¿? )         | Pedro Regalado de Zúñiga y Ayala XIII marqués de La Bañeza ( ¿? - ¿? )         |  |  | Antonio de Zúñiga y Ayala XIV marqués de La Bañeza (1699-1625)                 | Antonio de Zúñiga y Ayala XIV marqués de La Bañeza (1699-1625)                 | Antonio de Zúñiga y Ayala XIV marqués de La Bañeza (1699-1625)                 | Antonio de Zúñiga y Ayala XIV marqués de La Bañeza (1699-1625)                 | Antonio de Zúñiga y Ayala XIV marqués de La Bañeza (1699-1625)                 | Antonio de Zúñiga y Ayala XIV marqués de La Bañeza (1699-1625)                 |  |  |                                                                                          |                                                                                          |                                                                                          |                                                                                          |                                                                                          |                                                                                          |  |  |                                                                                              |                                                                                              |                                                                                              |                                                                                              |                                                                                              |                                                                                              |  |  |                                                                                        |                                                                         |                                                                         |                                                                         |                                                                         |                                                                         |  |  |  |  |                                                             |                                                             |                                                             |                                                             |                                                             |                                                             |  |  |  |  |  |  |  |  |  |  |
| |                                                                |                                                                |                                                                |                                                                |                                                                |  |  |                                                                           |                                                                           |                                                                           |                                                                           |                                                                           |                                                                           |  |  |                                                                               |                                                                               |                                                                               |                                                                               |                                                                               |                                                                               |  |  |                                                                            |                                                                            |                                                                            |                                                                            |                                                                            |                                                                            |  |  |                                                                                |                                                                                |                                                                                |                                                                                |                                                                                |                                                                                |  |  |                                                                                |                                                                                |                                                                                |                                                                                |                                                                                |                                                                                |  |  |                                                                                          |                                                                                          |                                                                                          |                                                                                          |                                                                                          |                                                                                          |  |  |                                                                                              |                                                                                              |                                                                                              |                                                                                              |                                                                                              |                                                                                              |  |  |                                                                                        |                                                                         |                                                                         |                                                                         |                                                                         |                                                                         |  |  |  |  |                                                             |                                                             |                                                             |                                                             |                                                             |                                                             |  |  |  |  |  |  |  |  |  |  |
| |                                                                |                                                                |                                                                |                                                                |                                                                |  |  |                                                                           |                                                                           |                                                                           |                                                                           |                                                                           |                                                                           |  |  |                                                                               |                                                                               |                                                                               |                                                                               |                                                                               |                                                                               |  |  |                                                                            |                                                                            |                                                                            |                                                                            |                                                                            |                                                                            |  |  |                                                                                |                                                                                |                                                                                |                                                                                |                                                                                |                                                                                |  |  | Pedro de Alcántara de Zúñiga y Girón XV marqués de La Bañeza (1730-1790)       | Pedro de Alcántara de Zúñiga y Girón XV marqués de La Bañeza (1730-1790)       | Pedro de Alcántara de Zúñiga y Girón XV marqués de La Bañeza (1730-1790)       | Pedro de Alcántara de Zúñiga y Girón XV marqués de La Bañeza (1730-1790)       | Pedro de Alcántara de Zúñiga y Girón XV marqués de La Bañeza (1730-1790)       | Pedro de Alcántara de Zúñiga y Girón XV marqués de La Bañeza (1730-1790)       |  |  |                                                                                          |                                                                                          |                                                                                          |                                                                                          |                                                                                          |                                                                                          |  |  | María Josefa de Zúñiga y Girón VI vizcondesa de la Calzada (1733-1796)                       | María Josefa de Zúñiga y Girón VI vizcondesa de la Calzada (1733-1796)                       | María Josefa de Zúñiga y Girón VI vizcondesa de la Calzada (1733-1796)                       | María Josefa de Zúñiga y Girón VI vizcondesa de la Calzada (1733-1796)                       | María Josefa de Zúñiga y Girón VI vizcondesa de la Calzada (1733-1796)                       | María Josefa de Zúñiga y Girón VI vizcondesa de la Calzada (1733-1796)                       |  |  |                                                                                        |                                                                         |                                                                         |                                                                         |                                                                         |                                                                         |  |  |  |  |                                                             |                                                             |                                                             |                                                             |                                                             |                                                             |  |  |  |  |  |  |  |  |  |  |
| |                                                                |                                                                |                                                                |                                                                |                                                                |  |  |                                                                           |                                                                           |                                                                           |                                                                           |                                                                           |                                                                           |  |  |                                                                               |                                                                               |                                                                               |                                                                               |                                                                               |                                                                               |  |  |                                                                            |                                                                            |                                                                            |                                                                            |                                                                            |                                                                            |  |  |                                                                                |                                                                                |                                                                                |                                                                                |                                                                                |                                                                                |  |  | Pedro de Alcántara de Zúñiga y Girón XV marqués de La Bañeza (1730-1790)       | Pedro de Alcántara de Zúñiga y Girón XV marqués de La Bañeza (1730-1790)       | Pedro de Alcántara de Zúñiga y Girón XV marqués de La Bañeza (1730-1790)       | Pedro de Alcántara de Zúñiga y Girón XV marqués de La Bañeza (1730-1790)       | Pedro de Alcántara de Zúñiga y Girón XV marqués de La Bañeza (1730-1790)       | Pedro de Alcántara de Zúñiga y Girón XV marqués de La Bañeza (1730-1790)       |  |  |                                                                                          |                                                                                          |                                                                                          |                                                                                          |                                                                                          |                                                                                          |  |  | María Josefa de Zúñiga y Girón VI vizcondesa de la Calzada (1733-1796)                       | María Josefa de Zúñiga y Girón VI vizcondesa de la Calzada (1733-1796)                       | María Josefa de Zúñiga y Girón VI vizcondesa de la Calzada (1733-1796)                       | María Josefa de Zúñiga y Girón VI vizcondesa de la Calzada (1733-1796)                       | María Josefa de Zúñiga y Girón VI vizcondesa de la Calzada (1733-1796)                       | María Josefa de Zúñiga y Girón VI vizcondesa de la Calzada (1733-1796)                       |  |  |                                                                                        |                                                                         |                                                                         |                                                                         |                                                                         |                                                                         |  |  |  |  |                                                             |                                                             |                                                             |                                                             |                                                             |                                                             |  |  |  |  |  |  |  |  |  |  |
| |                                                                |                                                                |                                                                |                                                                |                                                                |  |  |                                                                           |                                                                           |                                                                           |                                                                           |                                                                           |                                                                           |  |  |                                                                               |                                                                               |                                                                               |                                                                               |                                                                               |                                                                               |  |  |                                                                            |                                                                            |                                                                            |                                                                            |                                                                            |                                                                            |  |  |                                                                                |                                                                                |                                                                                |                                                                                |                                                                                |                                                                                |  |  |                                                                                |                                                                                |                                                                                |                                                                                |                                                                                |                                                                                |  |  |                                                                                          |                                                                                          |                                                                                          |                                                                                          |                                                                                          |                                                                                          |  |  |                                                                                              |                                                                                              |                                                                                              |                                                                                              |                                                                                              |                                                                                              |  |  |                                                                                        |                                                                         |                                                                         |                                                                         |                                                                         |                                                                         |  |  |  |  |                                                             |                                                             |                                                             |                                                             |                                                             |                                                             |  |  |  |  |  |  |  |  |  |  |
| |                                                                |                                                                |                                                                |                                                                |                                                                |  |  |                                                                           |                                                                           |                                                                           |                                                                           |                                                                           |                                                                           |  |  |                                                                               |                                                                               |                                                                               |                                                                               |                                                                               |                                                                               |  |  |                                                                            |                                                                            |                                                                            |                                                                            |                                                                            |                                                                            |  |  |                                                                                |                                                                                |                                                                                |                                                                                |                                                                                |                                                                                |  |  | Bernardo de Zúñiga y Fernández de Velasco XVI marqués de La Bañeza ( ¿? - ¿? ) | Bernardo de Zúñiga y Fernández de Velasco XVI marqués de La Bañeza ( ¿? - ¿? ) | Bernardo de Zúñiga y Fernández de Velasco XVI marqués de La Bañeza ( ¿? - ¿? ) | Bernardo de Zúñiga y Fernández de Velasco XVI marqués de La Bañeza ( ¿? - ¿? ) | Bernardo de Zúñiga y Fernández de Velasco XVI marqués de La Bañeza ( ¿? - ¿? ) | Bernardo de Zúñiga y Fernández de Velasco XVI marqués de La Bañeza ( ¿? - ¿? ) |  |  | María del Cármen de Zúñiga y Fernández de Velasco XVII marquesa de La Bañeza (1774-1829) | María del Cármen de Zúñiga y Fernández de Velasco XVII marquesa de La Bañeza (1774-1829) | María del Cármen de Zúñiga y Fernández de Velasco XVII marquesa de La Bañeza (1774-1829) | María del Cármen de Zúñiga y Fernández de Velasco XVII marquesa de La Bañeza (1774-1829) | María del Cármen de Zúñiga y Fernández de Velasco XVII marquesa de La Bañeza (1774-1829) | María del Cármen de Zúñiga y Fernández de Velasco XVII marquesa de La Bañeza (1774-1829) |  |  | María Francisca de Sales Portocarrero y López de Zúñiga V condesa de Fuentidueña (1754-1808) | María Francisca de Sales Portocarrero y López de Zúñiga V condesa de Fuentidueña (1754-1808) | María Francisca de Sales Portocarrero y López de Zúñiga V condesa de Fuentidueña (1754-1808) | María Francisca de Sales Portocarrero y López de Zúñiga V condesa de Fuentidueña (1754-1808) | María Francisca de Sales Portocarrero y López de Zúñiga V condesa de Fuentidueña (1754-1808) | María Francisca de Sales Portocarrero y López de Zúñiga V condesa de Fuentidueña (1754-1808) |  |  |                                                                                        |                                                                         |                                                                         |                                                                         |                                                                         |                                                                         |  |  |  |  |                                                             |                                                             |                                                             |                                                             |                                                             |                                                             |  |  |  |  |  |  |  |  |  |  |
| |                                                                |                                                                |                                                                |                                                                |                                                                |  |  |                                                                           |                                                                           |                                                                           |                                                                           |                                                                           |                                                                           |  |  |                                                                               |                                                                               |                                                                               |                                                                               |                                                                               |                                                                               |  |  |                                                                            |                                                                            |                                                                            |                                                                            |                                                                            |                                                                            |  |  |                                                                                |                                                                                |                                                                                |                                                                                |                                                                                |                                                                                |  |  | Bernardo de Zúñiga y Fernández de Velasco XVI marqués de La Bañeza ( ¿? - ¿? ) | Bernardo de Zúñiga y Fernández de Velasco XVI marqués de La Bañeza ( ¿? - ¿? ) | Bernardo de Zúñiga y Fernández de Velasco XVI marqués de La Bañeza ( ¿? - ¿? ) | Bernardo de Zúñiga y Fernández de Velasco XVI marqués de La Bañeza ( ¿? - ¿? ) | Bernardo de Zúñiga y Fernández de Velasco XVI marqués de La Bañeza ( ¿? - ¿? ) | Bernardo de Zúñiga y Fernández de Velasco XVI marqués de La Bañeza ( ¿? - ¿? ) |  |  | María del Cármen de Zúñiga y Fernández de Velasco XVII marquesa de La Bañeza (1774-1829) | María del Cármen de Zúñiga y Fernández de Velasco XVII marquesa de La Bañeza (1774-1829) | María del Cármen de Zúñiga y Fernández de Velasco XVII marquesa de La Bañeza (1774-1829) | María del Cármen de Zúñiga y Fernández de Velasco XVII marquesa de La Bañeza (1774-1829) | María del Cármen de Zúñiga y Fernández de Velasco XVII marquesa de La Bañeza (1774-1829) | María del Cármen de Zúñiga y Fernández de Velasco XVII marquesa de La Bañeza (1774-1829) |  |  | María Francisca de Sales Portocarrero y López de Zúñiga V condesa de Fuentidueña (1754-1808) | María Francisca de Sales Portocarrero y López de Zúñiga V condesa de Fuentidueña (1754-1808) | María Francisca de Sales Portocarrero y López de Zúñiga V condesa de Fuentidueña (1754-1808) | María Francisca de Sales Portocarrero y López de Zúñiga V condesa de Fuentidueña (1754-1808) | María Francisca de Sales Portocarrero y López de Zúñiga V condesa de Fuentidueña (1754-1808) | María Francisca de Sales Portocarrero y López de Zúñiga V condesa de Fuentidueña (1754-1808) |  |  |                                                                                        |                                                                         |                                                                         |                                                                         |                                                                         |                                                                         |  |  |  |  |                                                             |                                                             |                                                             |                                                             |                                                             |                                                             |  |  |  |  |  |  |  |  |  |  |
| |                                                                |                                                                |                                                                |                                                                |                                                                |  |  |                                                                           |                                                                           |                                                                           |                                                                           |                                                                           |                                                                           |  |  |                                                                               |                                                                               |                                                                               |                                                                               |                                                                               |                                                                               |  |  |                                                                            |                                                                            |                                                                            |                                                                            |                                                                            |                                                                            |  |  |                                                                                |                                                                                |                                                                                |                                                                                |                                                                                |                                                                                |  |  |                                                                                |                                                                                |                                                                                |                                                                                |                                                                                |                                                                                |  |  |                                                                                          |                                                                                          |                                                                                          |                                                                                          |                                                                                          |                                                                                          |  |  |                                                                                              |                                                                                              |                                                                                              |                                                                                              |                                                                                              |                                                                                              |  |  |                                                                                        |                                                                         |                                                                         |                                                                         |                                                                         |                                                                         |  |  |  |  |                                                             |                                                             |                                                             |                                                             |                                                             |                                                             |  |  |  |  |  |  |  |  |  |  |
| |                                                                |                                                                |                                                                |                                                                |                                                                |  |  |                                                                           |                                                                           |                                                                           |                                                                           |                                                                           |                                                                           |  |  |                                                                               |                                                                               |                                                                               |                                                                               |                                                                               |                                                                               |  |  |                                                                            |                                                                            |                                                                            |                                                                            |                                                                            |                                                                            |  |  |                                                                                |                                                                                |                                                                                |                                                                                |                                                                                |                                                                                |  |  |                                                                                |                                                                                |                                                                                |                                                                                |                                                                                |                                                                                |  |  |                                                                                          |                                                                                          |                                                                                          |                                                                                          |                                                                                          |                                                                                          |  |  | Eugenio de Palafox y Portocarrero XVIII marqués de La Bañeza (1773-1834)                     | Eugenio de Palafox y Portocarrero XVIII marqués de La Bañeza (1773-1834)                     | Eugenio de Palafox y Portocarrero XVIII marqués de La Bañeza (1773-1834)                     | Eugenio de Palafox y Portocarrero XVIII marqués de La Bañeza (1773-1834)                     | Eugenio de Palafox y Portocarrero XVIII marqués de La Bañeza (1773-1834)                     | Eugenio de Palafox y Portocarrero XVIII marqués de La Bañeza (1773-1834)                     |  |  | Cipriano de Palafox y Portocarrero XIX marqués de La Bañeza (1784-1839)                | Cipriano de Palafox y Portocarrero XIX marqués de La Bañeza (1784-1839) | Cipriano de Palafox y Portocarrero XIX marqués de La Bañeza (1784-1839) | Cipriano de Palafox y Portocarrero XIX marqués de La Bañeza (1784-1839) | Cipriano de Palafox y Portocarrero XIX marqués de La Bañeza (1784-1839) | Cipriano de Palafox y Portocarrero XIX marqués de La Bañeza (1784-1839) |  |  |  |  |                                                             |                                                             |                                                             |                                                             |                                                             |                                                             |  |  |  |  |  |  |  |  |  |  |
| |                                                                |                                                                |                                                                |                                                                |                                                                |  |  |                                                                           |                                                                           |                                                                           |                                                                           |                                                                           |                                                                           |  |  |                                                                               |                                                                               |                                                                               |                                                                               |                                                                               |                                                                               |  |  |                                                                            |                                                                            |                                                                            |                                                                            |                                                                            |                                                                            |  |  |                                                                                |                                                                                |                                                                                |                                                                                |                                                                                |                                                                                |  |  |                                                                                |                                                                                |                                                                                |                                                                                |                                                                                |                                                                                |  |  |                                                                                          |                                                                                          |                                                                                          |                                                                                          |                                                                                          |                                                                                          |  |  | Eugenio de Palafox y Portocarrero XVIII marqués de La Bañeza (1773-1834)                     | Eugenio de Palafox y Portocarrero XVIII marqués de La Bañeza (1773-1834)                     | Eugenio de Palafox y Portocarrero XVIII marqués de La Bañeza (1773-1834)                     | Eugenio de Palafox y Portocarrero XVIII marqués de La Bañeza (1773-1834)                     | Eugenio de Palafox y Portocarrero XVIII marqués de La Bañeza (1773-1834)                     | Eugenio de Palafox y Portocarrero XVIII marqués de La Bañeza (1773-1834)                     |  |  | Cipriano de Palafox y Portocarrero XIX marqués de La Bañeza (1784-1839)                | Cipriano de Palafox y Portocarrero XIX marqués de La Bañeza (1784-1839) | Cipriano de Palafox y Portocarrero XIX marqués de La Bañeza (1784-1839) | Cipriano de Palafox y Portocarrero XIX marqués de La Bañeza (1784-1839) | Cipriano de Palafox y Portocarrero XIX marqués de La Bañeza (1784-1839) | Cipriano de Palafox y Portocarrero XIX marqués de La Bañeza (1784-1839) |  |  |  |  |                                                             |                                                             |                                                             |                                                             |                                                             |                                                             |  |  |  |  |  |  |  |  |  |  |
| |                                                                |                                                                |                                                                |                                                                |                                                                |  |  |                                                                           |                                                                           |                                                                           |                                                                           |                                                                           |                                                                           |  |  |                                                                               |                                                                               |                                                                               |                                                                               |                                                                               |                                                                               |  |  |                                                                            |                                                                            |                                                                            |                                                                            |                                                                            |                                                                            |  |  |                                                                                |                                                                                |                                                                                |                                                                                |                                                                                |                                                                                |  |  |                                                                                |                                                                                |                                                                                |                                                                                |                                                                                |                                                                                |  |  |                                                                                          |                                                                                          |                                                                                          |                                                                                          |                                                                                          |                                                                                          |  |  |                                                                                              |                                                                                              |                                                                                              |                                                                                              |                                                                                              |                                                                                              |  |  | María Francisca de Sales Palafox y Kirkpatrick XX marquesa de La Bañeza (1825-1860)    |                                                                         |                                                                         |                                                                         |                                                                         |                                                                         |  |  |  |  |                                                             |                                                             |                                                             |                                                             |                                                             |                                                             |  |  |  |  |  |  |  |  |  |  |
| |                                                                |                                                                |                                                                |                                                                |                                                                |  |  |                                                                           |                                                                           |                                                                           |                                                                           |                                                                           |                                                                           |  |  |                                                                               |                                                                               |                                                                               |                                                                               |                                                                               |                                                                               |  |  |                                                                            |                                                                            |                                                                            |                                                                            |                                                                            |                                                                            |  |  |                                                                                |                                                                                |                                                                                |                                                                                |                                                                                |                                                                                |  |  |                                                                                |                                                                                |                                                                                |                                                                                |                                                                                |                                                                                |  |  |                                                                                          |                                                                                          |                                                                                          |                                                                                          |                                                                                          |                                                                                          |  |  |                                                                                              |                                                                                              |                                                                                              |                                                                                              |                                                                                              |                                                                                              |  |  |                                                                                        |                                                                         |                                                                         |                                                                         |                                                                         |                                                                         |  |  |  |  |                                                             |                                                             |                                                             |                                                             |                                                             |                                                             |  |  |  |  |  |  |  |  |  |  |
| |                                                                |                                                                |                                                                |                                                                |                                                                |  |  |                                                                           |                                                                           |                                                                           |                                                                           |                                                                           |                                                                           |  |  |                                                                               |                                                                               |                                                                               |                                                                               |                                                                               |                                                                               |  |  |                                                                            |                                                                            |                                                                            |                                                                            |                                                                            |                                                                            |  |  |                                                                                |                                                                                |                                                                                |                                                                                |                                                                                |                                                                                |  |  |                                                                                |                                                                                |                                                                                |                                                                                |                                                                                |                                                                                |  |  |                                                                                          |                                                                                          |                                                                                          |                                                                                          |                                                                                          |                                                                                          |  |  |                                                                                              |                                                                                              |                                                                                              |                                                                                              |                                                                                              |                                                                                              |  |  | María de la Asunción Fitz-James Stuart y Palafox XXI marquesa de La Bañeza (1851-1917) |                                                                         |                                                                         |                                                                         |                                                                         |                                                                         |  |  |  |  |                                                             |                                                             |                                                             |                                                             |                                                             |                                                             |  |  |  |  |  |  |  |  |  |  |
| |                                                                |                                                                |                                                                |                                                                |                                                                |  |  |                                                                           |                                                                           |                                                                           |                                                                           |                                                                           |                                                                           |  |  |                                                                               |                                                                               |                                                                               |                                                                               |                                                                               |                                                                               |  |  |                                                                            |                                                                            |                                                                            |                                                                            |                                                                            |                                                                            |  |  |                                                                                |                                                                                |                                                                                |                                                                                |                                                                                |                                                                                |  |  |                                                                                |                                                                                |                                                                                |                                                                                |                                                                                |                                                                                |  |  |                                                                                          |                                                                                          |                                                                                          |                                                                                          |                                                                                          |                                                                                          |  |  |                                                                                              |                                                                                              |                                                                                              |                                                                                              |                                                                                              |                                                                                              |  |  |                                                                                        |                                                                         |                                                                         |                                                                         |                                                                         |                                                                         |  |  |  |  |                                                             |                                                             |                                                             |                                                             |                                                             |                                                             |  |  |  |  |  |  |  |  |  |  |
| |                                                                |                                                                |                                                                |                                                                |                                                                |  |  |                                                                           |                                                                           |                                                                           |                                                                           |                                                                           |                                                                           |  |  |                                                                               |                                                                               |                                                                               |                                                                               |                                                                               |                                                                               |  |  |                                                                            |                                                                            |                                                                            |                                                                            |                                                                            |                                                                            |  |  |                                                                                |                                                                                |                                                                                |                                                                                |                                                                                |                                                                                |  |  |                                                                                |                                                                                |                                                                                |                                                                                |                                                                                |                                                                                |  |  |                                                                                          |                                                                                          |                                                                                          |                                                                                          |                                                                                          |                                                                                          |  |  |                                                                                              |                                                                                              |                                                                                              |                                                                                              |                                                                                              |                                                                                              |  |  | José María Mesía del Barco y Fitz-James Stuart XXII marqués de La Bañeza (1879- ¿? )   |                                                                         |                                                                         |                                                                         |                                                                         |                                                                         |  |  |  |  |                                                             |                                                             |                                                             |                                                             |                                                             |                                                             |  |  |  |  |  |  |  |  |  |  |
| |                                                                |                                                                |                                                                |                                                                |                                                                |  |  |                                                                           |                                                                           |                                                                           |                                                                           |                                                                           |                                                                           |  |  |                                                                               |                                                                               |                                                                               |                                                                               |                                                                               |                                                                               |  |  |                                                                            |                                                                            |                                                                            |                                                                            |                                                                            |                                                                            |  |  |                                                                                |                                                                                |                                                                                |                                                                                |                                                                                |                                                                                |  |  |                                                                                |                                                                                |                                                                                |                                                                                |                                                                                |                                                                                |  |  |                                                                                          |                                                                                          |                                                                                          |                                                                                          |                                                                                          |                                                                                          |  |  |                                                                                              |                                                                                              |                                                                                              |                                                                                              |                                                                                              |                                                                                              |  |  |                                                                                        |                                                                         |                                                                         |                                                                         |                                                                         |                                                                         |  |  |  |  |                                                             |                                                             |                                                             |                                                             |                                                             |                                                             |  |  |  |  |  |  |  |  |  |  |
| |                                                                |                                                                |                                                                |                                                                |                                                                |  |  |                                                                           |                                                                           |                                                                           |                                                                           |                                                                           |                                                                           |  |  |                                                                               |                                                                               |                                                                               |                                                                               |                                                                               |                                                                               |  |  |                                                                            |                                                                            |                                                                            |                                                                            |                                                                            |                                                                            |  |  |                                                                                |                                                                                |                                                                                |                                                                                |                                                                                |                                                                                |  |  |                                                                                |                                                                                |                                                                                |                                                                                |                                                                                |                                                                                |  |  |                                                                                          |                                                                                          |                                                                                          |                                                                                          |                                                                                          |                                                                                          |  |  |                                                                                              |                                                                                              |                                                                                              |                                                                                              |                                                                                              |                                                                                              |  |  | Juan María Mesía del Barco y Lesseps XXIII marqués de La Bañeza (1917-1970)            |                                                                         |                                                                         |                                                                         |                                                                         |                                                                         |  |  |  |  |                                                             |                                                             |                                                             |                                                             |                                                             |                                                             |  |  |  |  |  |  |  |  |  |  |
| |                                                                |                                                                |                                                                |                                                                |                                                                |  |  |                                                                           |                                                                           |                                                                           |                                                                           |                                                                           |                                                                           |  |  |                                                                               |                                                                               |                                                                               |                                                                               |                                                                               |                                                                               |  |  |                                                                            |                                                                            |                                                                            |                                                                            |                                                                            |                                                                            |  |  |                                                                                |                                                                                |                                                                                |                                                                                |                                                                                |                                                                                |  |  |                                                                                |                                                                                |                                                                                |                                                                                |                                                                                |                                                                                |  |  |                                                                                          |                                                                                          |                                                                                          |                                                                                          |                                                                                          |                                                                                          |  |  |                                                                                              |                                                                                              |                                                                                              |                                                                                              |                                                                                              |                                                                                              |  |  |                                                                                        |                                                                         |                                                                         |                                                                         |                                                                         |                                                                         |  |  |  |  |                                                             |                                                             |                                                             |                                                             |                                                             |                                                             |  |  |  |  |  |  |  |  |  |  |
| |                                                                |                                                                |                                                                |                                                                |                                                                |  |  |                                                                           |                                                                           |                                                                           |                                                                           |                                                                           |                                                                           |  |  |                                                                               |                                                                               |                                                                               |                                                                               |                                                                               |                                                                               |  |  |                                                                            |                                                                            |                                                                            |                                                                            |                                                                            |                                                                            |  |  |                                                                                |                                                                                |                                                                                |                                                                                |                                                                                |                                                                                |  |  |                                                                                |                                                                                |                                                                                |                                                                                |                                                                                |                                                                                |  |  |                                                                                          |                                                                                          |                                                                                          |                                                                                          |                                                                                          |                                                                                          |  |  |                                                                                              |                                                                                              |                                                                                              |                                                                                              |                                                                                              |                                                                                              |  |  |                                                                                        |                                                                         |                                                                         |                                                                         |                                                                         |                                                                         |  |  |  |  |                                                             |                                                             |                                                             |                                                             |                                                             |                                                             |  |  |  |  |  |  |  |  |  |  |
| |                                                                |                                                                |                                                                |                                                                |                                                                |  |  |                                                                           |                                                                           |                                                                           |                                                                           |                                                                           |                                                                           |  |  |                                                                               |                                                                               |                                                                               |                                                                               |                                                                               |                                                                               |  |  |                                                                            |                                                                            |                                                                            |                                                                            |                                                                            |                                                                            |  |  |                                                                                |                                                                                |                                                                                |                                                                                |                                                                                |                                                                                |  |  |                                                                                |                                                                                |                                                                                |                                                                                |                                                                                |                                                                                |  |  |                                                                                          |                                                                                          |                                                                                          |                                                                                          |                                                                                          |                                                                                          |  |  |                                                                                              |                                                                                              |                                                                                              |                                                                                              |                                                                                              |                                                                                              |  |  | José Luis Mesía y Figueroa, vii duque de Tamames (1976-2018)                           | José Luis Mesía y Figueroa, vii duque de Tamames (1976-2018)            | José Luis Mesía y Figueroa, vii duque de Tamames (1976-2018)            | José Luis Mesía y Figueroa, vii duque de Tamames (1976-2018)            | José Luis Mesía y Figueroa, vii duque de Tamames (1976-2018)            | José Luis Mesía y Figueroa, vii duque de Tamames (1976-2018)            |  |  |  |  | Fernando Mesía y Figueroa, xxiv marqués de la Bañeza (1976) | Fernando Mesía y Figueroa, xxiv marqués de la Bañeza (1976) | Fernando Mesía y Figueroa, xxiv marqués de la Bañeza (1976) | Fernando Mesía y Figueroa, xxiv marqués de la Bañeza (1976) | Fernando Mesía y Figueroa, xxiv marqués de la Bañeza (1976) | Fernando Mesía y Figueroa, xxiv marqués de la Bañeza (1976) |  |  |  |  |  |  |  |  |  |  |